# Olympiapark (München)

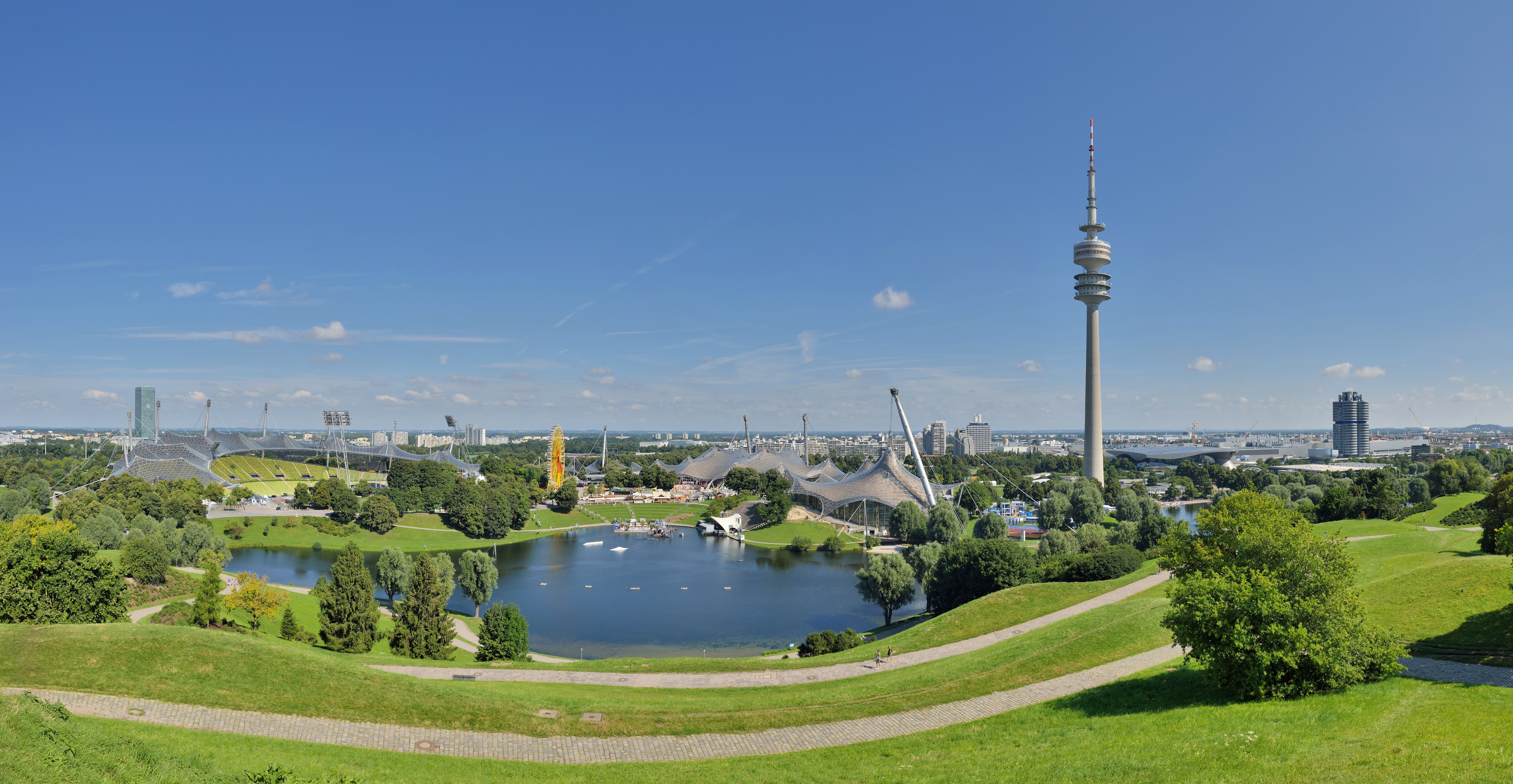
Olympiapark

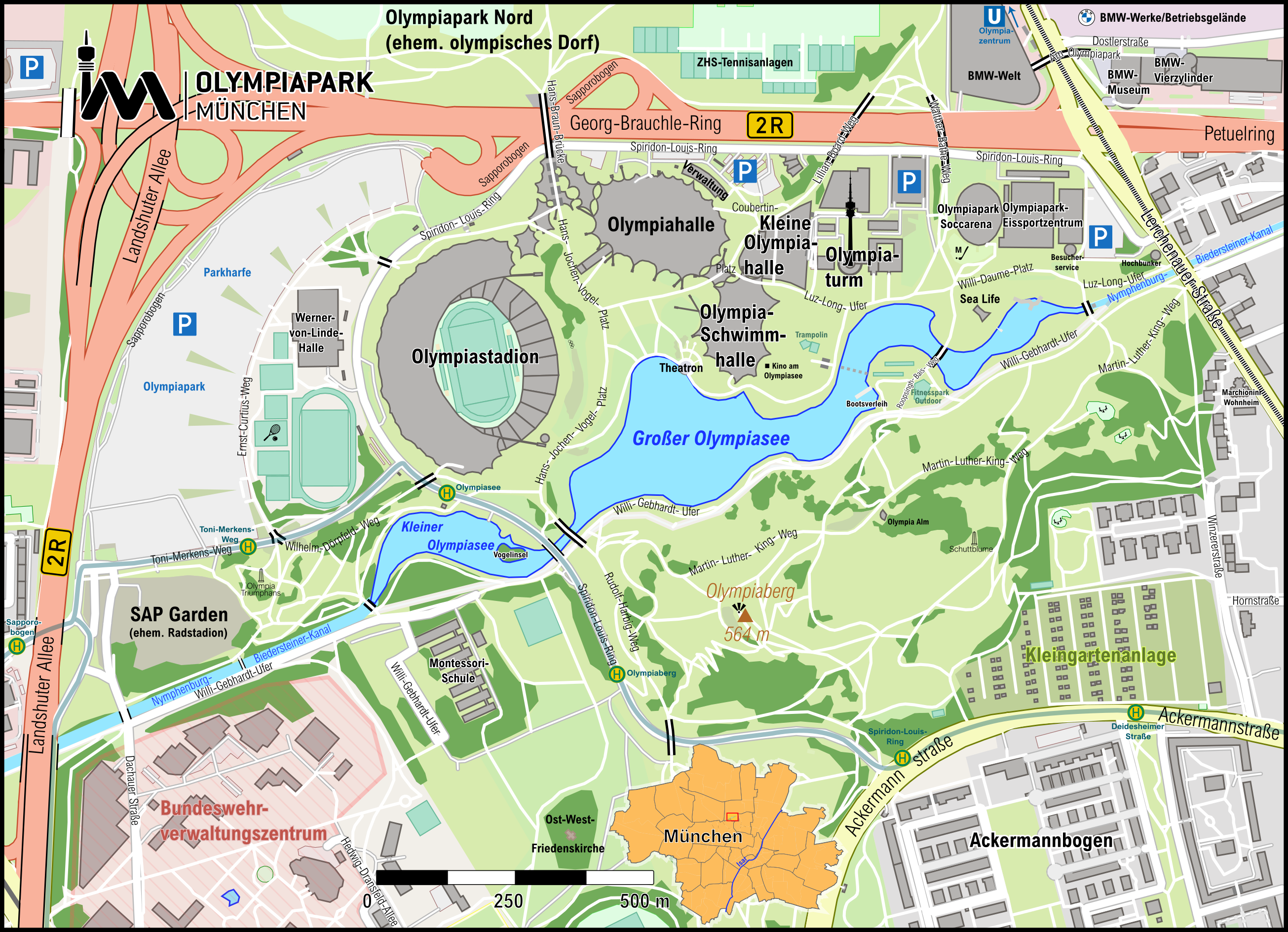
Karte des Olympiaparks München

Logo

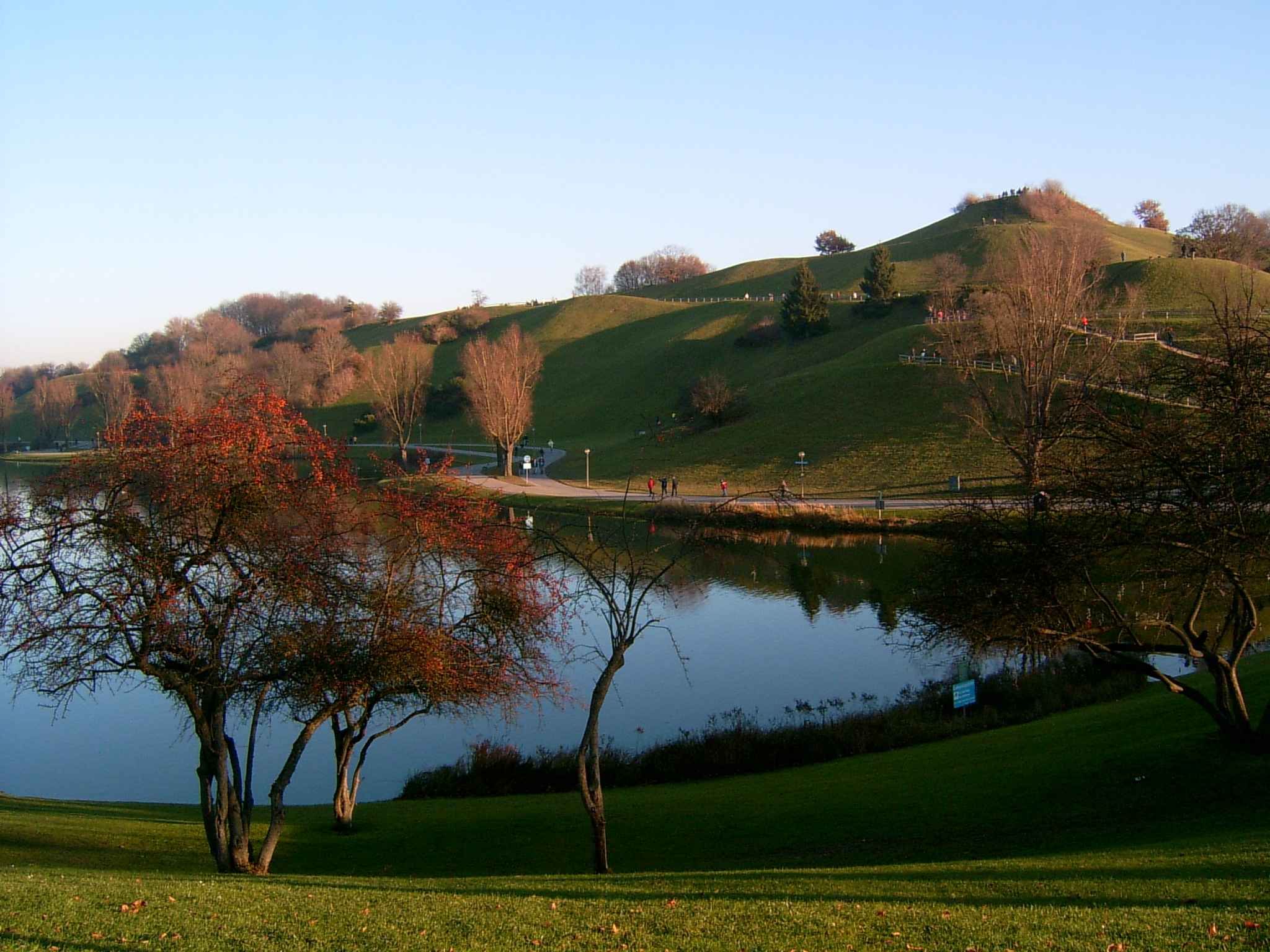
Olympiaberg und Olympiasee im Olympiapark

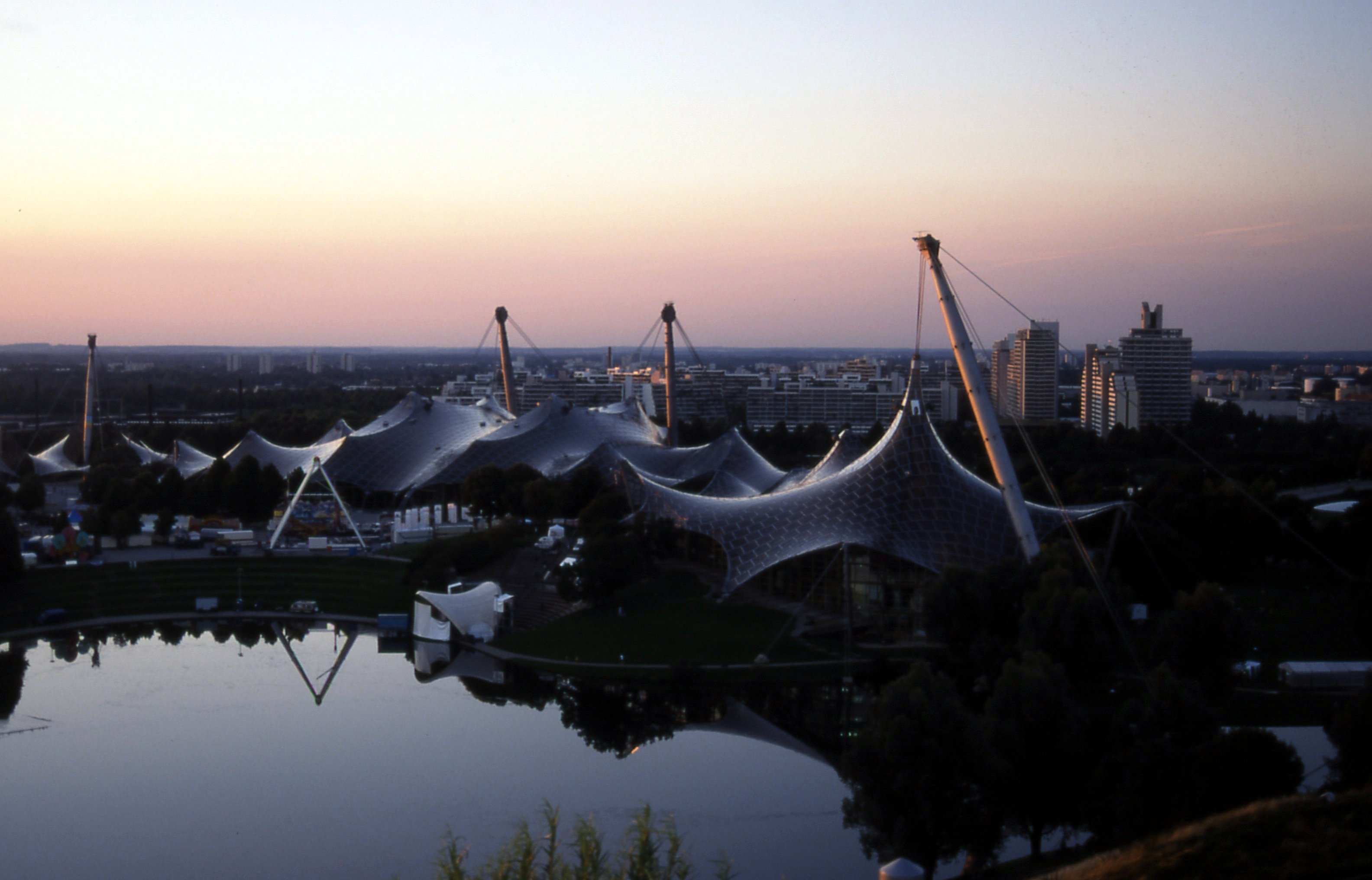
Olympiagelände zur blauen Stunde

Der Olympiapark in München ist ein Stadtpark im Stadtviertel Oberwiesenfeld des Münchner Stadtbezirk 11 Milbertshofen-Am Hart und war der Austragungsort der XX. Olympischen Spiele 1972. Er ist einer der größten Parks der Stadt und bis heute finden sportliche, kulturelle, gesellschaftliche oder religiöse/weltanschauliche Veranstaltungen beziehungsweise Gottesdienste auf dem Gelände statt. Betrieben wird das Olympische Gelände im Norden Münchens von der Olympiapark München GmbH (OMG), einer hundertprozentigen Beteiligungsgesellschaft der Landeshauptstadt München.
Bis zum November 2015 fanden im 85 Hektar großen Park über 11.500 Veranstaltungen mit mehr als 200 Millionen Besuchern statt. Seit den Sommerspielen 1972 waren die Bauten des Olympiaparks Austragungsort von 31 Weltmeisterschaften, 12 Europameisterschaften und fast 100 deutschen Meisterschaften. Hinzu kommen zahlreiche weitere Events wie Konzerte, Messen, Ausstellungen etc.

## Lage und Gliederung
Die Bezeichnung Olympiapark für den Teil des Gesamtgeländes südlich des Mittleren Rings hat sich im alltagssprachlichen sowie auch im halbamtlichen Gebrauch weitgehend durchgesetzt. Häufig findet sich auch der Begriff Olympiagelände für das gesamte Areal. Ein amtlicher Name für das Gesamtgebiet existiert nicht, vielmehr wird hier in vier verschiedene Bereiche unterschieden:

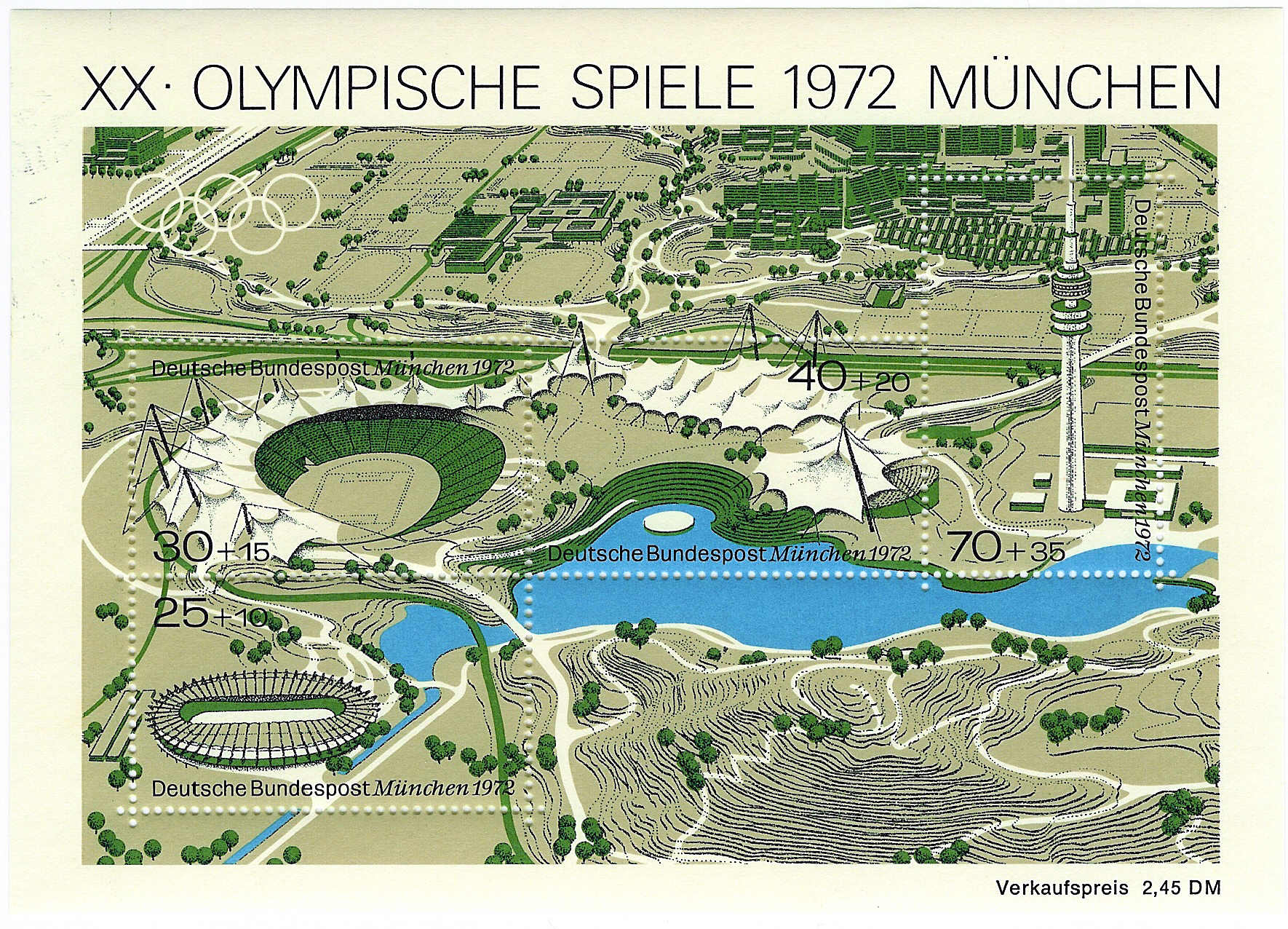
Sondermarkenblock der Deutschen Bundespost zu den Olympischen Spielen 1972

Olympiagelände, Areal der Sportstätten wie Olympiastadion und Olympiahalle mit Olympiaturm
Olympisches Dorf, unterteilt in olympisches Männerdorf und olympisches Frauendorf (gewöhnlich Olympiadorf oder einfach Oly’dorf genannt)
Olympia-Pressestadt, heute Wohngebiet mit Olympia-Einkaufszentrum. Die Olympia-Pressestadt und das Olympia-Einkaufszentrum befinden sich im Stadtbezirk Moosach.
Olympiapark, südlich des Olympiageländes anschließender Park mit Olympiaberg und Olympiasee
Das Gesamtgebiet wird im Osten durch die Lerchenauer Straße, im Norden durch die Moosacher Straße begrenzt, im Westen bilden die Landshuter Allee bis zum Willi-Gebhardt-Ufer die Grenze. Dort nach Osten verschoben bildet der Spiridon-Louis-Ring ab Willi-Gebhardt-Ufer Richtung Süden, und dann der Rudolf-Harbig-Weg zur Ackermannstraße die Westgrenze. Die Südgrenze des Gebietes verläuft erst die Ackermannstraße entlang und anschließend um die Kleingartenanlage herum zur Winzererstraße. Schließlich schließt die Winzererstraße bis zur Lerchenauer Straße das letzte Stück der Ostgrenze. Der Mittlere Ring/Georg-Brauchle-Ring teilt das Gelände in zwei Hälften: Olympisches Dorf und Olympia-Pressestadt sind nördlich, Olympiagelände und Olympiapark südlich des Georg-Brauchle-Ringes.

## Geschichte

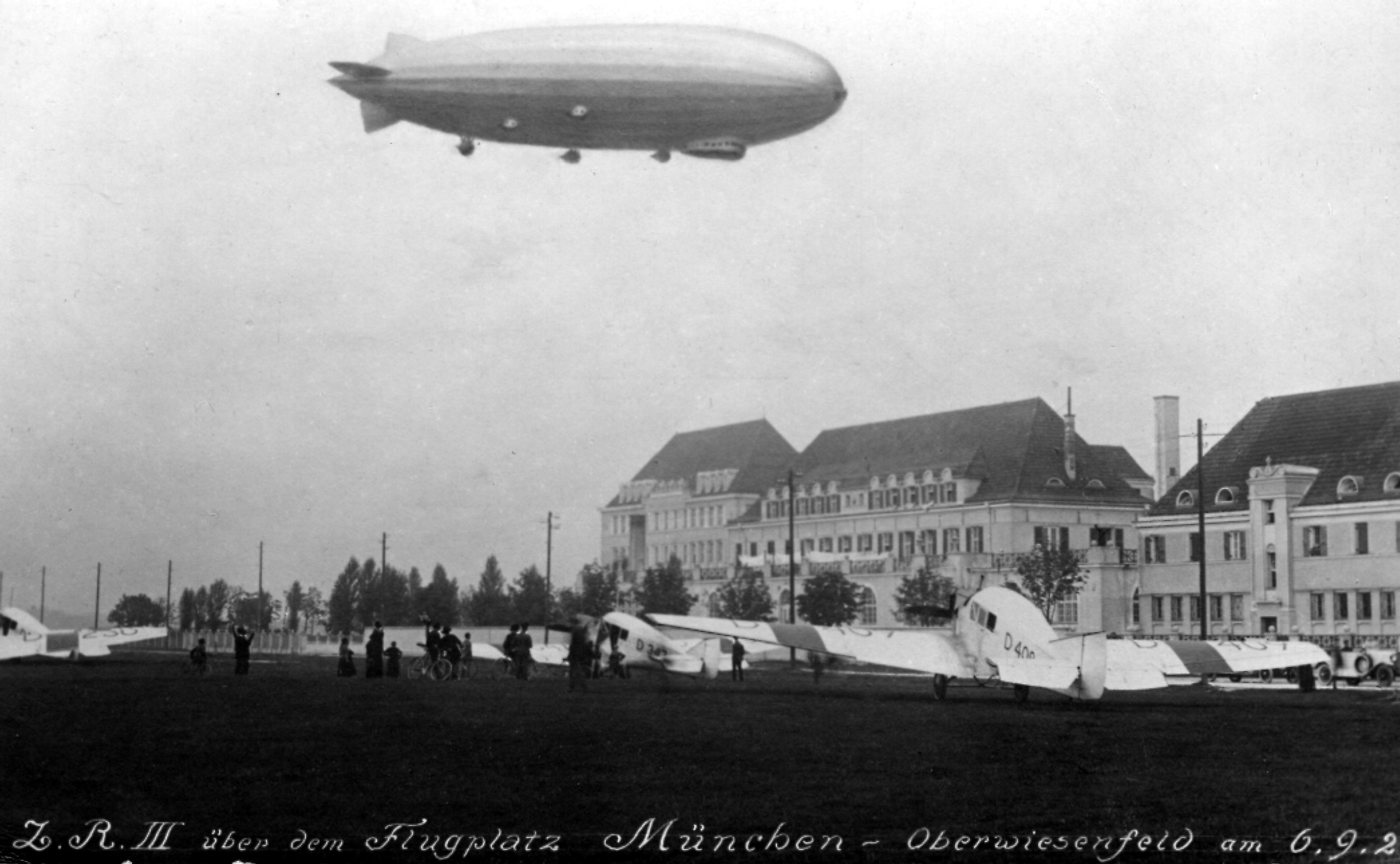
Zeppelin LZ 126 über dem Oberwiesenfeld vor dem Knorr-Bremse-Gebäude (1924)

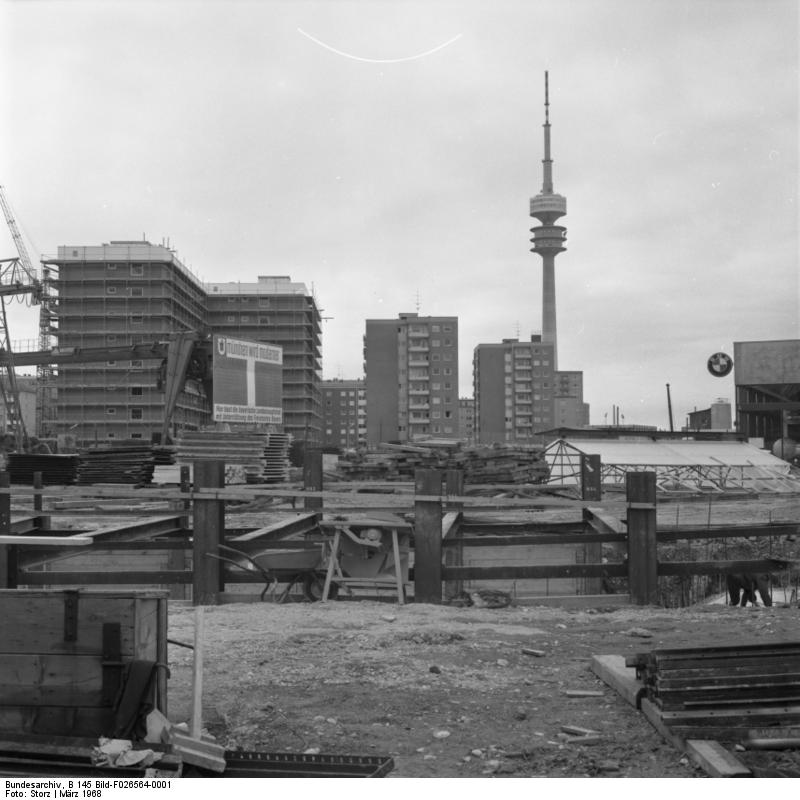
Bau der Untergrundbahn vor dem Fernsehturm (März 1968)

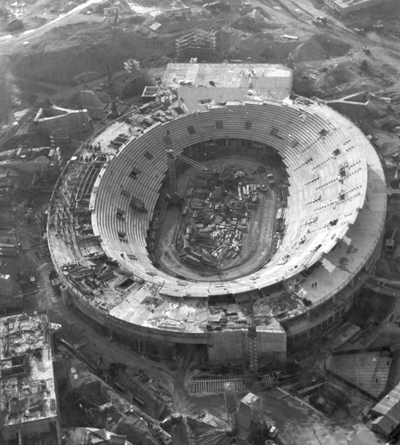
Bauabschnitt Olympiahalle (1970)

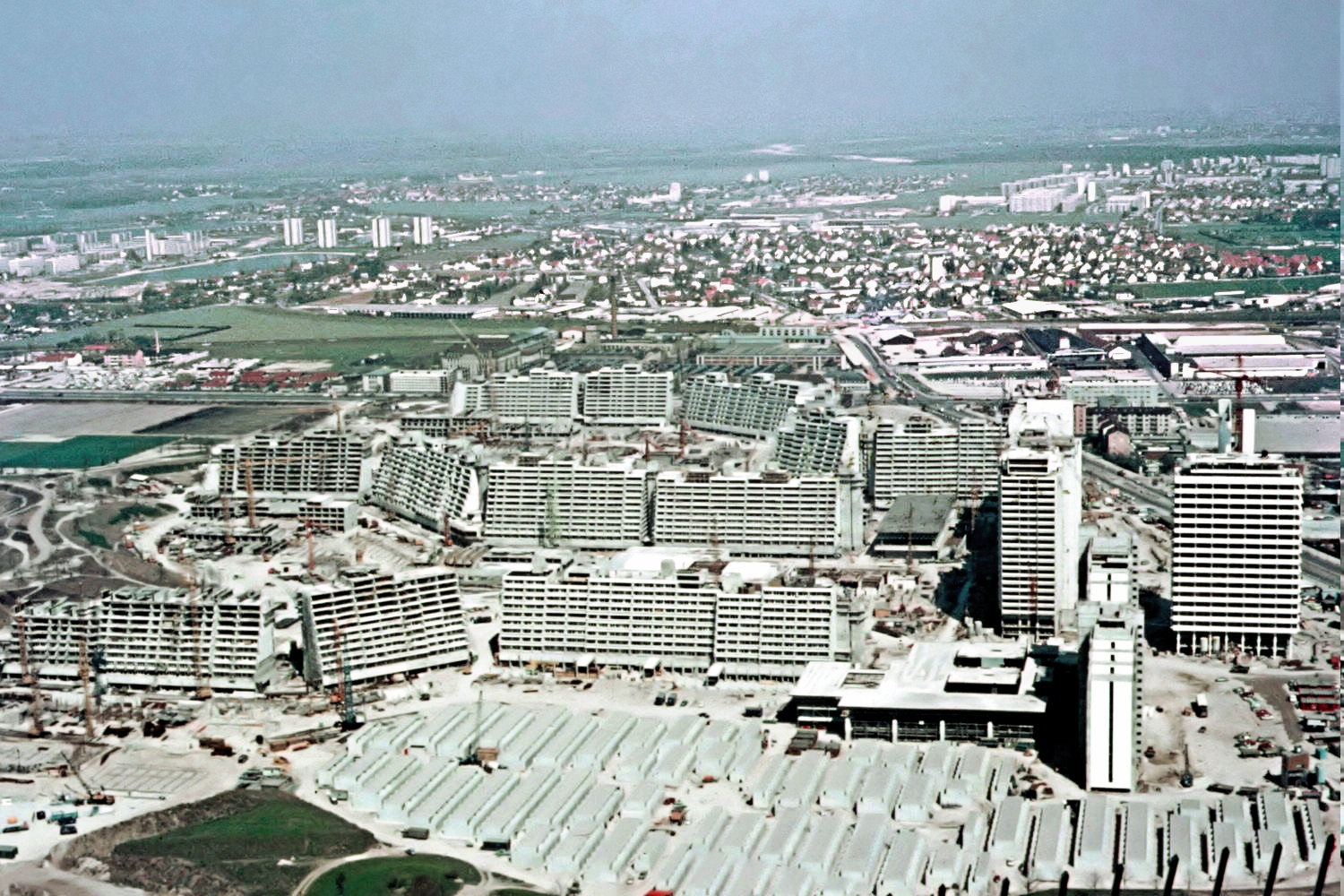
Olympisches Dorf im Bau (1971)

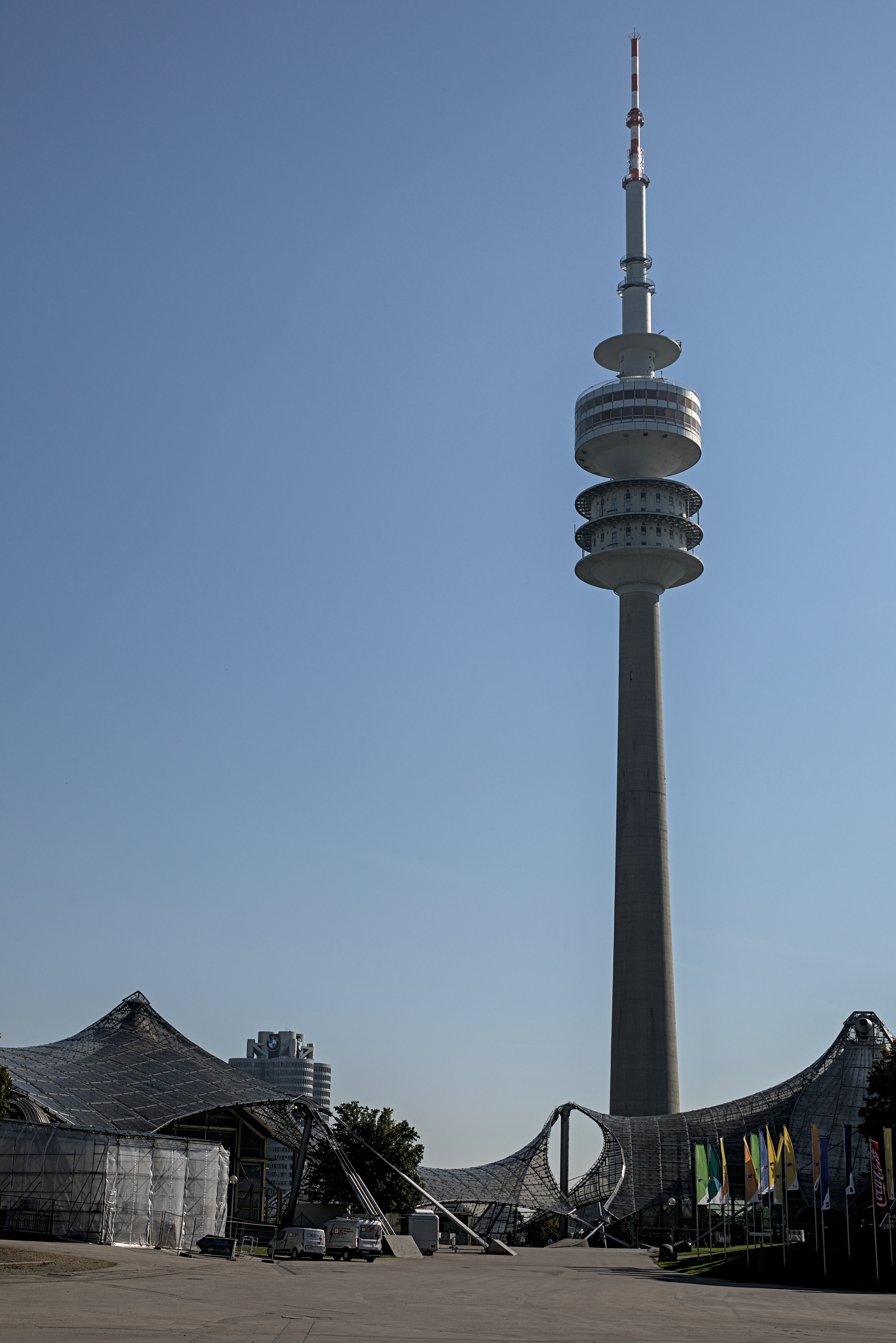
Olympiahalle, Olympia-Schwimmhalle und Olympiaturm (2021)

Das einst flache Oberwiesenfeld, der Baugrund für den heutigen Olympiapark, grenzte an die 1913 nach München eingemeindete Stadt Milbertshofen. Bis 1938 befand sich dort nördlich des Nymphenburg-Biedersteiner Kanals der 1929/31 eröffnete Verkehrsflughafen München-Oberwiesenfeld, während sich in Süd-Osten zwischen Melcherstraße, Lerchenauer Straße und Winzererstraße der Sportplatz des FC Teutonia von 1921 bis Mitte der 1930er Jahre befand. Im Jahr der Schließung des Verkehrsflughafens, 1938, landeten hier noch der französische Ministerpräsident Édouard Daladier und der britische Premierminister Neville Chamberlain zur Unterzeichnung des Münchner Abkommens. Nach der Verlegung des Verkehrsflughafens auf den im Oktober 1939 neu eröffneten Flughafen München-Riem wurde das Gelände des Flughafens bis Kriegsende von der Luftwaffe genutzt. Von 1945 bis 1957 wurde der Flugplatz durch die US-Armee als Airfield R.74 verwendet, während der Rest des Geländes rund zehn Jahre lang teilweise brach lag. Auf einer Teilfläche zwischen Schwere-Reiter-Straße, Nymphenburg-Biedersteiner-Kanal und Winzererstraße entstand in dieser Zeit einer der drei Münchner Trümmerschuttberge, deren Material aus der stark kriegszerstörten Stadt herangefahren wurde. Die Halde auf dem Oberwiesenfeld wurde 56 Meter hoch und enthielt 10.000.000 Kubikmeter Schutt. Außerdem wurden ab 1946 entlang des Nymphenburg-Biedersteiner-Kanals und im Bereich der heutigen Ackermannstraße und der Winzererstraße über 300 Kleingärten und 1951 an der Straßenbahn-Wendeschliefe Ecke Schwere-Reiter-Reiter- und der heutigen Ackermannstraße das BBM-Stadion – welches heute das seit 1955 vom FC Teutonia genutzte Sportgelände ist – eröffnet und 1952 die – 2023 abgebrannte – Ost-West-Friedenskirche angelegt. Von 1957 bis kurz vor Beginn der Bauarbeiten zu den Olympischen Spielen wurde der nördliche Teil des Feldes von Sportfliegern im Rahmen der Allgemeinen Luftfahrt genutzt. Das letzte Flugzeug startete im März 1968. Der südliche-östliche Teil (im Bereich Lerchenauer Straße) wurde zwischen 1954 und 1967 durch die jährliche Baumaschinenmesse (Bauma) belegt. Bereits vor Vergabe der Olympischen Spiele nach München war das spätere Olympia-Eissportzentrum, das 1972 für Boxveranstaltungen umgenutzt wurde, als Eisstadion am Oberwiesenfeld zwischen 1965 und 1967 errichtet worden. Daneben entstand als zweites vorolympisches Bauwerk der Fernsehturm. Von diesen Projekten abgesehen, blieb das Oberwiesenfeld Strukturentwicklungsgebiet. Insofern war hier für den Bau olympischer Stätten ein idealer Ort.
Nachdem 1966 das Internationale Olympische Komitee die Spiele an München vergeben hatte, wurden die Pläne für die städtebauliche Neuordnung des Oberwiesenfeldes konkret. Als Konzept wurde das Motto „Olympische Spiele im Grünen“ gewählt, gleichzeitig wollten die Verantwortlichen den damaligen Idealvorstellungen einer bürgernahen Demokratie nahekommen. Durch den Einsatz namhafter Landschaftsarchitekten und erstmaliger pflanzensoziologischer Aufnahmen vor Baubeginn – beispielsweise an der Regattastrecke Oberschleißheim – sollte erstmals die Natur und ökologische Gesichtspunkte eine Wertschätzung bei einem solchen Großereignis erfahren, so dass die künstlich geschaffene Landschaft das Olympiagelände dominierte. Die Idee selbst, eine Sportstätte in einem Grüngelände zu errichten, war zwar nicht neu, so verfolgte man bei der Anlage des Flensburger Volksparks in den zwanziger Jahren ein ähnliches Konzept, aber in der konsequenten, durchgehenden Gestaltung für eine Stätte der Olympischen Spiele war sie völlig neu. So unterschied sich die Spielstätte deutlich von den Aufmarschplätzen der Olympischen Spiele 1936 in Berlin. Auch die Architektur des Olympiastadions, das Dach einem Spinnennetz nachempfunden, hob sich von vielen bisher errichteten, oft monumental-neoklassizistisch geprägten olympischen Spielstätten hervor. In diesem Sinn fiel auch das bis heute wegweisende graphische Erscheinungsbild aus, für das der visuelle Gestalter bzw. Grafikdesigner Otl Aicher an führender Stelle verantwortlich zeichnete. Das erstmals bei Olympischen Spielen verbindlich festgelegte Farbschema sollte mit seiner Fröhlichkeit und Frische positive, einladende Emotionen bei Besuchern und Athleten wecken. Auch die eingesetzten, bis zur letzten Konsequenz stilisierten Piktogramme waren nach Tokio ein in diesem Umfang erstmaliger Versuch, internationale Kommunikation ohne Sprache möglich zu machen. Rot, als eine oftmals missbrauchte Farbe totalitärer Staaten, galt bei dem graphischen Team um Aicher als Tabu. Die bewusste optische Abwesenheit von staatlichen Sicherheitsorganen wurde durch ein von Aicher entworfenes ziviles, bürgernahes Erscheinungsbild der Beamten erreicht. Auch hierin wollten sich die Planer der Spiele von 1972 deutlich von den staatspolitisch missbrauchten, durch Sicherheitskräfte und militärische Präsenz geprägten Berliner Olympischen Spielen unterscheiden. Ebenso sollte der Fackellauf, eine erstmals 1936 eingeführte Institution, an der nun Frauen und Behinderte teilnahmen, die Distanz Westdeutschlands zum Nationalsozialismus verdeutlichen.
Um die Koordination der vielen beteiligten Unternehmen sowie die teilweise neuartigen technischen Probleme auf dem drei Quadratkilometer großen Gelände des Oberwiesenfelds zu bewältigen, wurde am 10. Juli 1967 von Bund, Land und Stadt die Olympia-Baugesellschaft mbH gegründet. Die Umsetzung richtete sich nach dem Generalentwurf des ersten Preisträgers des Olympia-Wettbewerbes von 1967, dem Stuttgarter Architekturbüro Behnisch & Partner. Dieses Büro hatte das Gesamtkonzept für die Sportstätten, für das Olympische Dorf sowie für das Straßen- und Wegenetz der Spielstätten auf dem Oberwiesenfeld entwickelt. Die Grünplanung wurde geteilt vergeben. Die Gestaltung der Dämme nördlich des Mittleren Rings, für den Schuttberg und den Sportstättenbereich lag in den Händen des Landschaftsarchitekten Günther Grzimek, den Bereich der Zentralen Hochschulsportanlage (ZHS) mit den Freianlagen zwischen dem Olympischen Dorf und dem Olympiapark übernahmen die Stuttgarter Landschaftsarchitekten Wolfgang Miller und Hans Lutz.
Im Frühjahr 1968 liefen die Erdarbeiten an, wobei zunächst 2,2 Millionen Kubikmeter Schüttgut bewegt werden mussten. In dieser frühen Phase gingen die Arbeiten noch zügig voran und die Kosten hielten sich in einem baubetrieblichen Rahmen, doch konnte das Ausmaß der Gesamtarbeiten noch nicht vollständig abgesehen werden. Je weiter der Ausbau voranschritt, desto deutlicher zeigte es sich, dass es nicht möglich sein würde, die Arbeiten nach baubetrieblichen und wirtschaftlichen Gesichtspunkten auszuführen. Außerdem nahmen die Turbulenzen – insbesondere die Erdarbeiten – nach dem Beginn aller Baumaßnahmen über einen normalen Rahmen hinaus zu, zumal parallel eine systematische Entfernung von zahlreichen Blindgängern aller Munitionsarten aus dem Zweiten Weltkrieg erfolgte. Noch während der Erd- und Mutterbodenandeckungsarbeiten wurde in der Pflanzperiode 1969/1970 mit dem Pflanzen von Großbäumen begonnen.
Wegen des Zuschlags für die Olympischen Spiele 1972 musste der Ausbau der U-Bahn-Linie U3 drastisch beschleunigt werden. Sie wurde im Verkehrskonzept der Spiele zu einem wesentlichen Zubringer, der die Gäste vom Münchner Hauptbahnhof zur geplanten Endstation Olympiazentrum bringen sollte. Der Aushub dieser Tiefbaumaßnahme wurde neben Material von anderen Großbaustellen für die Schüttung der Dämme und Hochflächen des Olympiazentrums verwendet. Bis zum Ende des Jahres 1970 waren die wesentlichen Erdarbeiten abgeschlossen. Die Dachmontage am Olympiastadion konnte im Frühjahr 1971 beginnen und trotz aller Probleme in Bezug auf die Abstimmung mit den verschiedenen gleichzeitig auszuführenden Arbeiten rechtzeitig abgeschlossen werden. Begünstigend wirkte sich dabei der milde Herbst 1971 und das trockene Frühjahr 1972 aus. In den Grünanlagen des Olympiaparks wurden im Rahmen von drei Pflanzperioden bis 1971/1972 insgesamt 3.100 Großbäume gepflanzt. Dazu war im Vorfeld 350.000 Kubikmeter Mutterboden verarbeitet und 1.440.000 Quadratmeter Grünflächen angedeckt und gesät worden. Bereits im Sommer 1971 hatte die Gesamtfläche 25.300 Kubikmeter Wasser für Gieß- und Beregnungszwecke verbraucht. Außerdem waren 68.000 Quadratmeter Fertigrasen in Auftrag gegeben worden, der für Instandsetzungsarbeiten vor, während und nach der Spiele bereitlag. Als Umpflanzcontainer für die Großbäume dienten ausgediente hölzerne Brauereifässer, die in der Mitte geteilt und mit seitlichen Löchern versehen wurden, um Staunässe zu verhindern und die Belüftung zu sichern. Für die Sportrasenflächen waren 1969 Versuchsfelder angelegt worden, um den besten geeigneten Untergrund ausfindig zu machen, wobei die Landschaftsarchitekten Grzimek sowie Miller und Lutz für ihre Teilbereiche eine eigene Auswahl trafen. Den Besuchern wurden 1972 insgesamt 20.000 vorbereitete Stellplätze auf dem Oberwiesenfeld zur Verfügung gestellt. Die Gesamtkosten betrugen am Ende 1,35 Milliarden DM.
Der Name „Olympiapark“ selbst stammt von der städtischen „Verwaltungskommission für die Benennung von Bahnhöfen an den U- und S-Bahnstrecken im Stadtbereich“, die am 3. November 1969 die Bezeichnung „Olympiapark“ für den heutigen U-Bahnhof Olympiazentrum (U3) vorschlug. Sie begründete diese Namensnennung damit, dass die Bezeichnung „Olympiapark“ dem Leitgedanken „Olympische Spiele im Grünen“ Rechnung trage und gleichzeitig auf die zentrale Funktion des U-Bahnhofs hinweise, der in Verbindung mit dem darüberliegenden Busbahnhof die Bedienung aller Sportstätten und des gesamten Bereichs verbunden sei. Der Begriff fand Eingang in den halbamtlichen Sprachgebrauch, wobei er in den meisten Fällen das Gesamtgebiet im Sinne der Verwaltungskommission meint. Wenn es um eine umfassende Darstellung von Park inklusive der Sportstätten, der Hallen und des ehemaligen Olympiadorfs geht, wird in den Medien zumeist der Begriff Olympiagelände verwendet.
In der jüngeren deutschen Architekturgeschichte erfährt das Olympiagelände zunehmend große Anerkennung. Der bekannte Münchner Kulturkritiker Gottfried Knapp bezeichnete es in einem Artikel in der Süddeutschen Zeitung als den „wichtigsten Beitrag Deutschlands zur Weltbaukultur der zweiten Jahrhunderthälfte“, er schreibt:

„Das Münchner Olympiagelände ist das in aller Welt wahrgenommene architektonische Symbol für die geistige Freiheit und die heitere Offenheit, die sich die Deutschen nach Diktatur und Krieg erarbeitet haben. Man könnte die Olympiabauten also als das eigentliche Wahrzeichen der Bundesrepublik bezeichnen.“

Der Olympiapark steht unter Ensembleschutz (E-1-62-000-70).

## Verkehrsanbindung
Der Olympiapark ist für den Individualverkehr durch den Mittleren Ring gut angeschlossen. Das Olympische Dorf selbst ist verkehrsberuhigt.

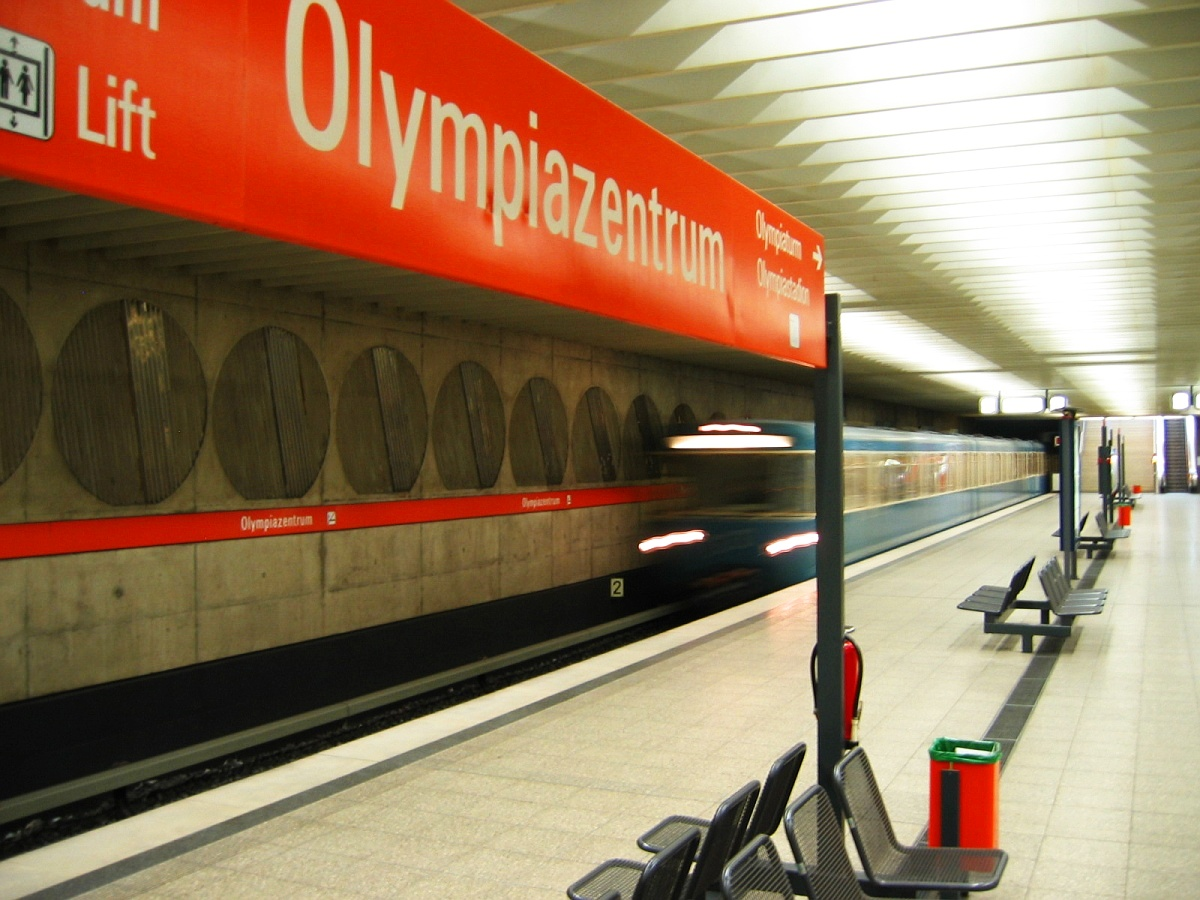
U-Bahnhof Olympiazentrum (Zustand 2005)

Im Öffentlichen Personennahverkehr leistet die U-Bahn mit der Olympialinie U3 und der Haltestelle Olympiazentrum die Haupterschließungsarbeit. Von der Haltestelle Münchner Freiheit verbindet sie den Olympiapark mit Schwabing und der Innenstadt. Seit 28. Oktober 2007 erschließt die U3 mit den Bahnhöfen Oberwiesenfeld am nördlichen Ende des olympischen Dorfes und Olympia-Einkaufszentrum (OEZ) weitere Teile des Olympiaparks. Am OEZ beginnt und endet außerdem die U1. Im Dezember 2010 wurde die Weiterführung der U3 bis nach Moosach fertiggestellt, wo Anschluss an die S-Bahn-Linie S1 besteht. Am U-Bahnhof Olympiazentrum wurde eine – inzwischen nicht mehr genutzte – zentrale Haltestelle für MVG-Buslinien eingerichtet. Der südliche und westliche Teil des Olympiaparks wird außerdem durch die Trambahn-Linien 12, 20, 21 und 27 erschlossen, die wegen ihrer Entfernung zum nördlichen Teil des Olympiaparks hauptsächlich nur für das Tollwood-Festival interessant sind. Während des Sommer-Tollwood wird die sogenannte Ackermannschleife genutzt (Haltestelle Olympiapark Süd).
Zwischen 1972 und 1988 existierte noch der S-Bahnhof Olympiastadion, der bei Großereignissen angefahren wurde. Derzeit (2015) sind die Bauten und Teile der Gleise des ehemaligen Bahnhofs noch erhalten, verfallen aber zusehends.

## Die Bereiche im Detail

### Olympiagelände
Das Olympiagelände ist südlich des Georg-Brauchle-Rings und nördlich des Olympiasees gelegen; es ist damit der flächenmäßig kleinste Bereich im Gesamtgebiet Olympiapark. Es beinhaltet folgende Wettkampfstätten:

#### Olympiastadion

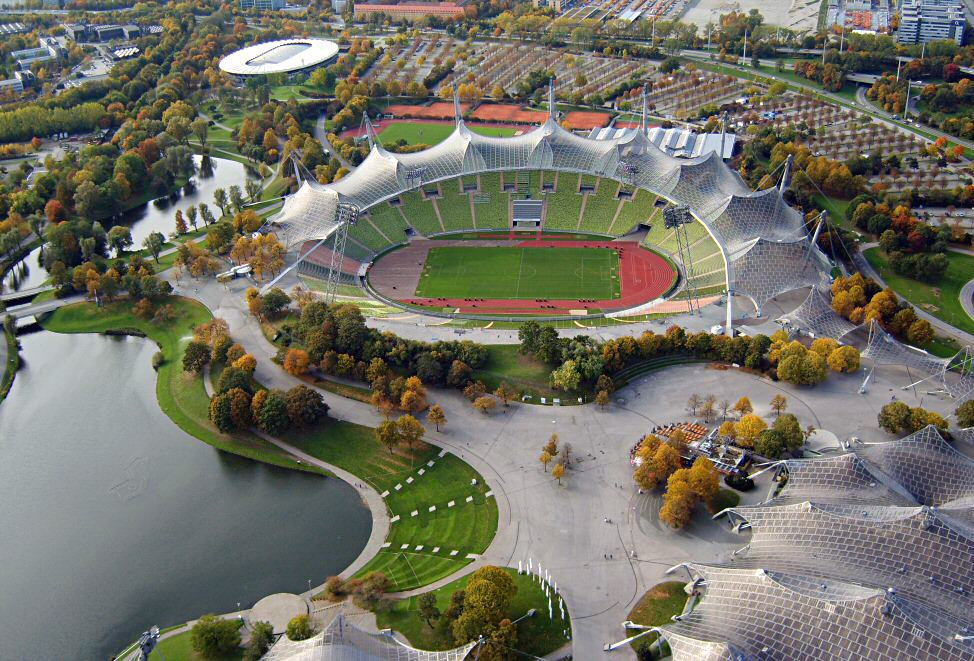
Olympiastadion München

Das zentrale Stadion, errichtet 1968 bis 1972, wurde von dem Architekturbüro Behnisch & Partner entworfen. Ursprünglich für 80.000 Zuschauer errichtet, wurde im Laufe der Zeit die Zuschauerkapazität durch die Umwandlung von Steh- in Sitzplätze auf etwa 69.000 Zuschauer verringert.
Es gilt als das Stadion in der Bundesrepublik mit den meisten veranstalteten nationalen und internationalen Wettkämpfen. Nach dem Ende der Olympischen Spiele wurde das Olympiastadion vor allem für Fußballbegegnungen genutzt. Von 1972 bis 2005 war das Olympiastadion durchgängig das Heimstadion des FC Bayern München und phasenweise auch des TSV 1860 München. 2020 bis 2022 bestritt der Drittligist Türkgücü München bis zu acht Ausweichspiele pro Saison im Olympiastadion. Im Rahmen dessen wurde das Stadion wieder in einen profifußballtauglichen Zustand gebracht.
Seit der Eröffnung der Allianz Arena 2005 finden überwiegend kulturelle Veranstaltungen – wie beispielsweise das Event-Konzert „3 Orchester und Stars“ kurz vor Beginn der Fußball-WM 2006 – statt.
Im Mai 2015 besuchte der 50-millionste Besucher das Olympiastadion.

#### Olympiahalle

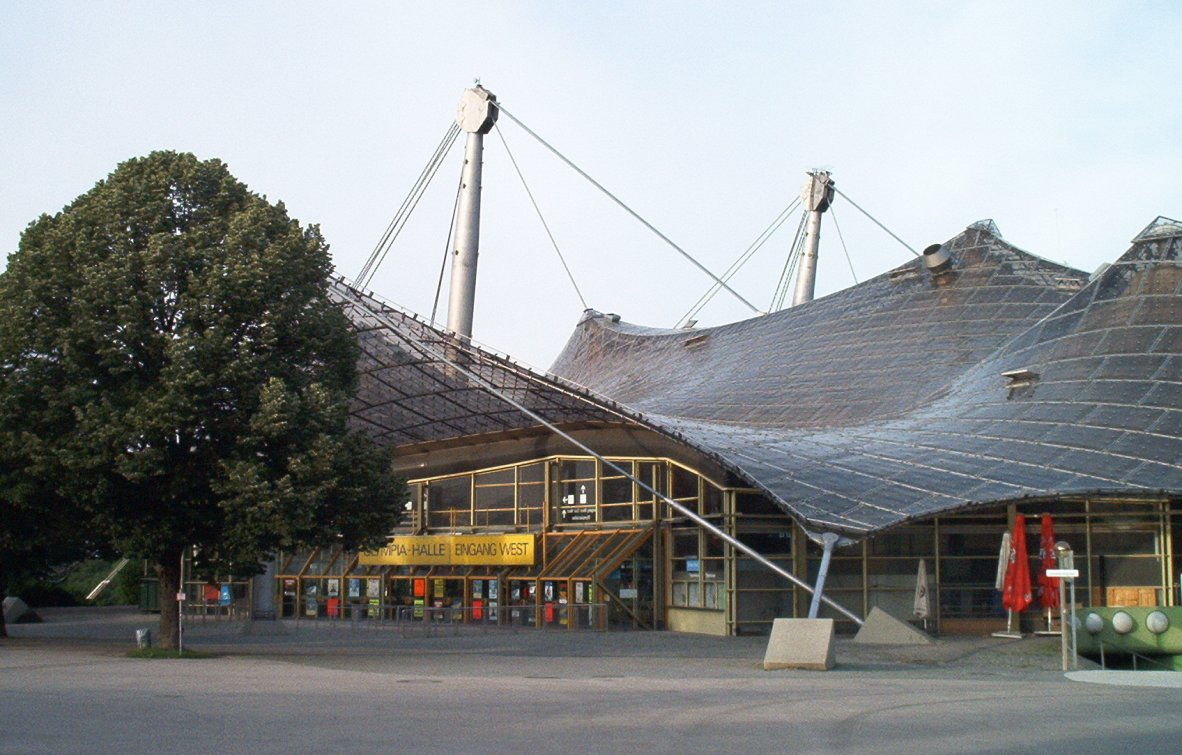
Olympiahalle, Eingangsbereich

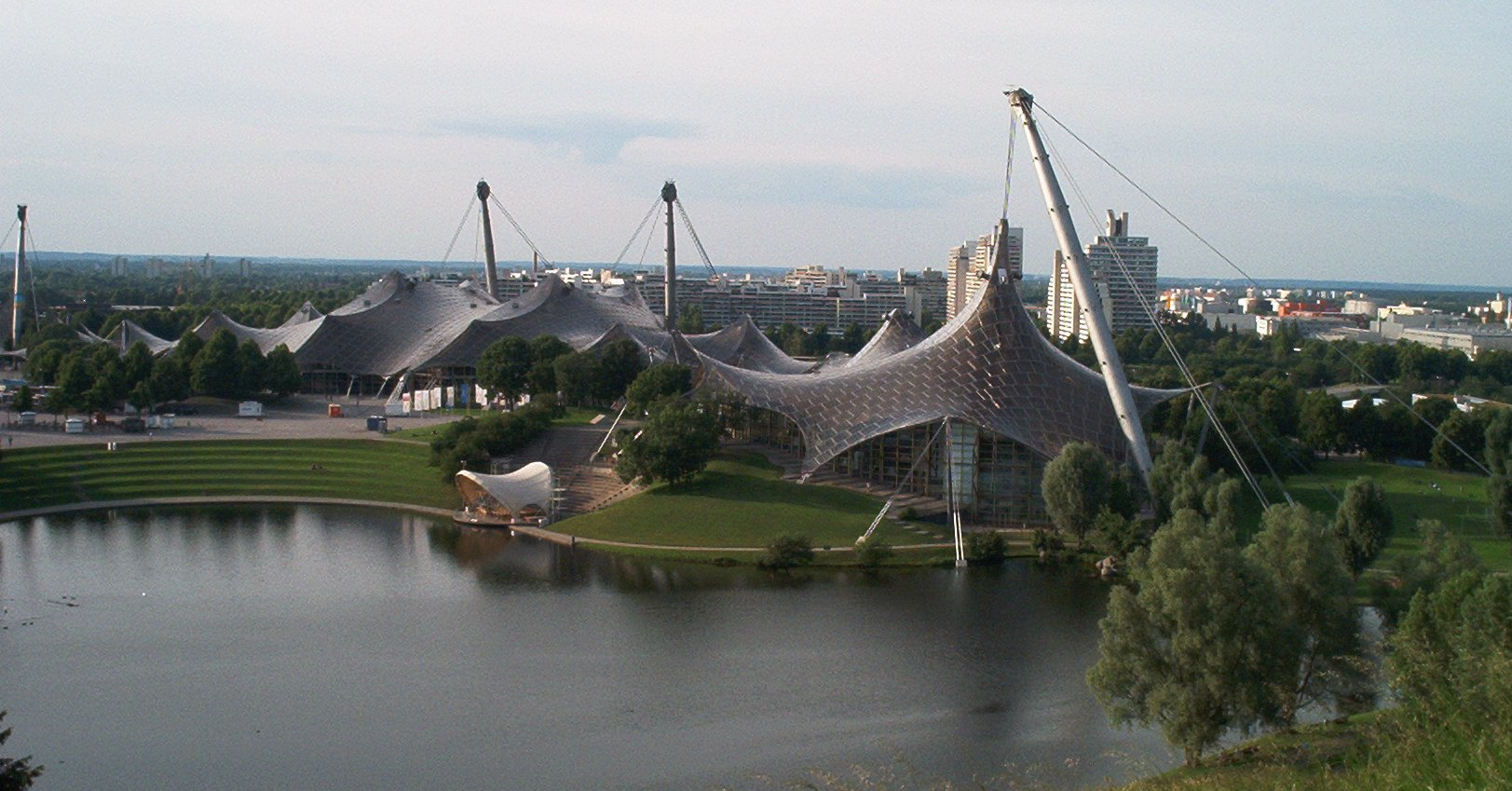
Olympiasee, Olympiahalle und Olympia-Schwimmhalle

Ebenfalls von dem Architekturbüro Behnisch & Partner entworfen wurde die Olympiahalle, eine Sport- und Mehrzweckhalle nordöstlich des Olympiastadions. Das Fassungsvermögen beträgt etwa 12.500 Sitzplätze bei bestuhlter Arena bzw. bis zu 15.500 Plätze bei unbestuhlter Arena. In der nacholympischen Nutzung fanden und finden hier neben Sportveranstaltungen auch zahlreiche Veranstaltungen aus den Bereichen Show und Kultur statt. Während der Olympischen Spiele 1972 fanden hier die Turn- und Handballwettbewerbe statt. Die Halle misst ihren Achsen 200 m × 120 m. Die höchste Höhe beträgt 35 m.

#### Kleine Olympiahalle
Kleiner Veranstaltungsraum an der Olympiahalle für bis zu 1000 Sitzplätze, je nach Bühnengröße, und einer Bühne in der Größe 8 m × 12 m variabel. Im Zuge der genannten Umbauarbeiten der Olympiahalle musste die alte Kleine Olympiahalle aufgelöst werden. Dafür wurde am Fuß des Olympiaturms zwischen dem Lillian-Board-Weg und dem Luz-Long-Ufer unterirdisch eine neue Eventarena nach der Planung der Architekten Auer + Weber + Assoziierte gebaut, die im August 2011 fertiggestellt wurde. Das Richtfest fand am 8. Oktober 2010 nach Abschluss der Rohbauarbeiten statt. Auf einer Fläche von 2125 m² bietet die neue Halle für Veranstaltungen eine Kapazität von bis zu 4000 (unbestuhlt) und 2000 (bestuhlt) Zuschauer, wobei sich bei Mitnutzung des Foyersbereichs die Kapazität um 600 Plätze erhöht. Mit einer Deckenhöhe von 8,72 m ist die Halle auch für den Volleyballspielbetrieb geeignet. Aufgrund des direkten Zugangs zur großen Olympiahalle ist die Halle auch als Servicemodul bei dortigen Veranstaltungen nutzbar. Daneben wurde ein weiterer Tunnel für direkte Anlieferungen mit LKW für die große Olympiahalle, das Olympiaschwimmbad und die Kleine Olympiahalle fertiggestellt. Die Kleine Olympiahalle ist Start- und Zielort des jährlich stattfindenden ISPO Munich Night Runs.

#### Olympia-Schwimmhalle
Während der Spiele 1972 befand sich auf der heutigen „Gartenseite“ anstatt der großen Glaswand eine weitere temporäre Tribüne für 7.500 Zuschauer. Zusammen mit den heute noch existierenden stationären Tribünen ergab sich eine Zuschauer-Gesamtkapazität von 9.000 Zuschauern. Für die Gestaltung der Glaswand versuchte man vergeblich, den Künstler Andy Warhol zu gewinnen. Das durchscheinende („transluzente“) Dach der Wettkampfstätte wurde nach der Olympiade mit einer lichtundurchlässigen abgehängten Decke versehen. Von August 2005 bis März 2006 wurde im Zuge einer umfangreichen Sanierung der Schwimmhalle eine neue Wärmedämmung montiert, die wieder ein gewisses Maß an Tageslicht durchlässt.
Heute ist die Olympia-Schwimmhalle ein öffentliches Schwimmbad, das weiterhin für nationale und internationale Sportveranstaltungen genutzt wird. 1987 gelangte hier der einzige Schwimm-Länderkampf zwischen der Bundesrepublik und der DDR zur Austragung.
In der Olympia-Schwimmhalle gibt es außer dem Hauptbecken und einem Sprungbecken auch ein Trainingsbecken für die Technische Universität, das für den Hochschulsport genutzt wird. Zudem gibt es ein Kinderschwimmbecken sowie ein Regenerationsbecken (Whirlpool).

#### Olympia-Eissportzentrum

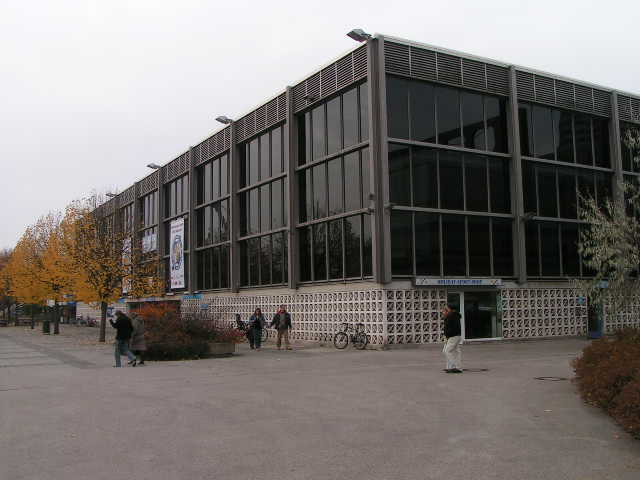
Olympia-Eissportzentrum

Als einzige vorolympische Sportstätte wurde das Olympia-Eissportzentrum als Eisstadion am Oberwiesenfeld nach Plänen von Rolf Schütze ab 1965 erbaut und 1967 eröffnet. 1969 war das Eisstadion Austragungsort für die Tischtennis-Weltmeisterschaften und wurde während der Olympischen Spiele 1972 für die Boxveranstaltungen genutzt. Dazu wurde es auf 7000 Zuschauerplätze erweitert und später wieder zurückgebaut. 1983 wurde die Freieisfläche durch das Eislaufzelt ersetzt und schließlich 1991 das Zentrum um eine Trainingshalle ergänzt, die vorrangig als Trainingsstätte für Eiskunstläufer konzipiert wurde, aber seit der Schließung des Eislaufzelts auch für Publikumslauf und Shorttrack verwendet wird. Im Eisstadion ist für die Sportart Eishockey der Hauptnutzer die an der DEL teilnehmende Mannschaft des EHC München neben weiteren Mannschaften. Das Olympia-Eissportzentrum gilt als eines der größten Eislaufzentren in Europa und ist mit einer wettkampffähigen Eisfläche von 60 m × 30 m das deutsche Leistungszentrum für Eiskunstlauf und Short-Track.
In der Saison 2010/11 teilte sich der Eissport die Halle mit der Basketballmannschaft des FC Bayern, wobei erhebliche Umbauarbeiten für die andere Form der Nutzung notwendig waren. Hierbei wurde auf das Eis in mehreren Lagen ein Basketballfeld aufgelegt. Zusätzlich wurden an beiden Enden Zusatztribünen für jeweils 400 Zuschauer aufgestellt. Die Stehplätze an beiden Enden der Halle wurden mit Vorhängen abgehängt. Dies führte zu einer Verkleinerung der Kapazität von über 6200 Zuschauer auf 3225 Zuschauer.
Das Eislaufzelt ist seit der Saison 2004/05 geschlossen und wird zurzeit als SoccArena Olympiapark (Hallenfußball) vermarktet.
Mit der zum 27. September 2024 Eröffnung des SAP Garden wurde das Olympia-Eissportzentrum am 28. April 2024 geschlossen.
Im Jahr 2025 wurde das Olympia-Eissportzentrum in Olympia-Actionsportzentrum umbenannt. Hier sollen ab Winter 2025 Angebote in den Bereichen von Skateboard Bowl, Halfpipe, Dirtbike BMX und Jupline, Mountainbike, 3x3 Basketball, Steetdance, Rollerdisco und vielen mehr geben. 

#### Werner-von-Linde-Halle

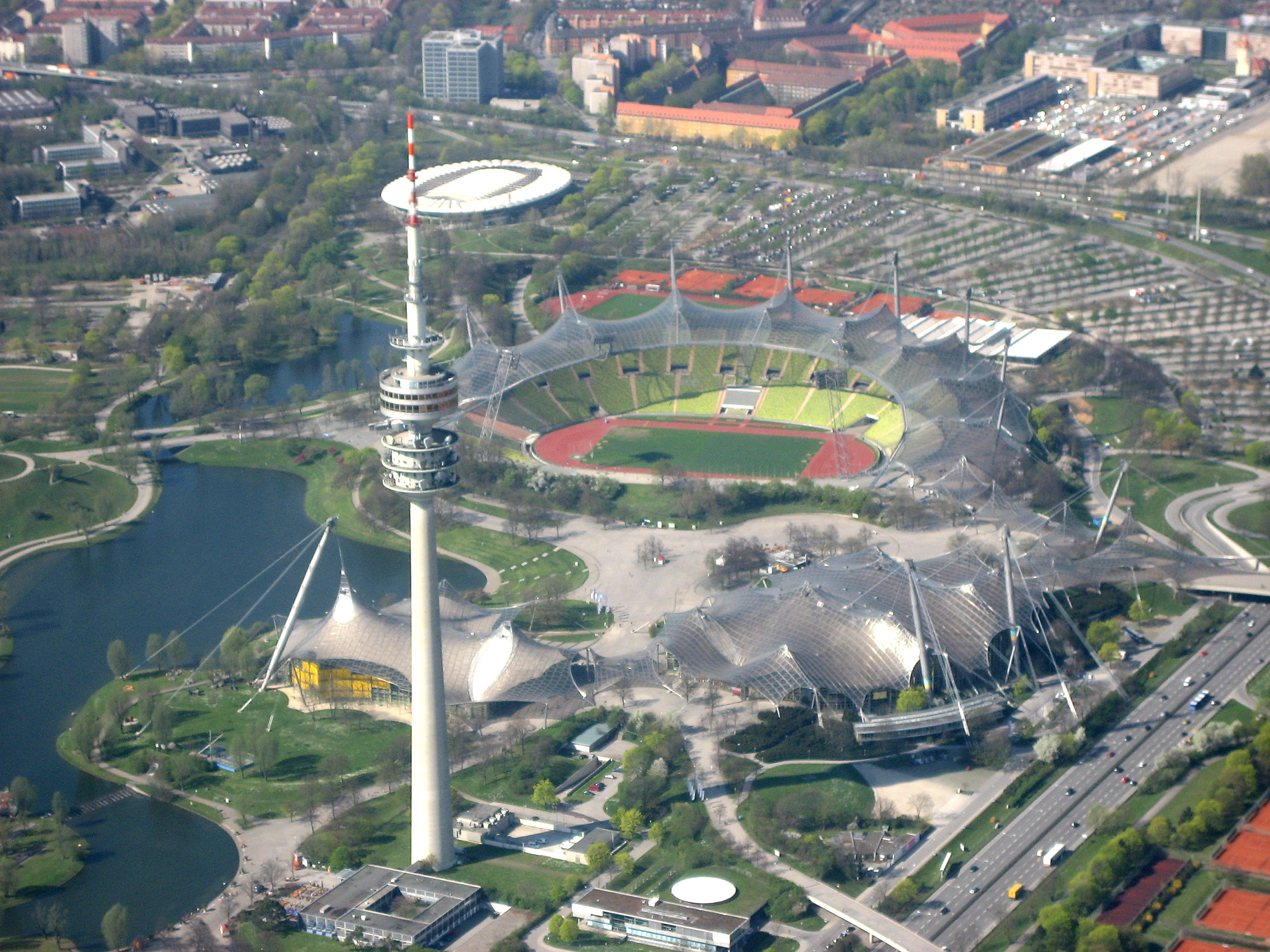
Sportstätten und Olympiaturm im Luftbild

Gegenüber dem Olympiastadion in westlicher Richtung gelegen diente die Werner-von-Linde-Halle während der Olympischen Spiele den Leichtathleten zum Aufwärmen. Daher ist sie mit dem Olympiastadion durch einen Tunnel verbunden. Nach den Olympischen Spielen wurde die Werner-von-Linde-Halle weiterhin als Leichtathletik-Trainingshalle, für regionale Leichtathletik-Wettkämpfe und als Ausstellungs- und Kongresshalle genutzt. 2006 wurde die olympische Halle zu einer den derzeitigen Anforderungen entsprechenden Leichtathletik-Trainingshalle für den Olympiastützpunkt Bayern umgebaut. Am 20. Januar 2007 wurde die Halle wiedereröffnet.

#### Olympia-Tennisanlage

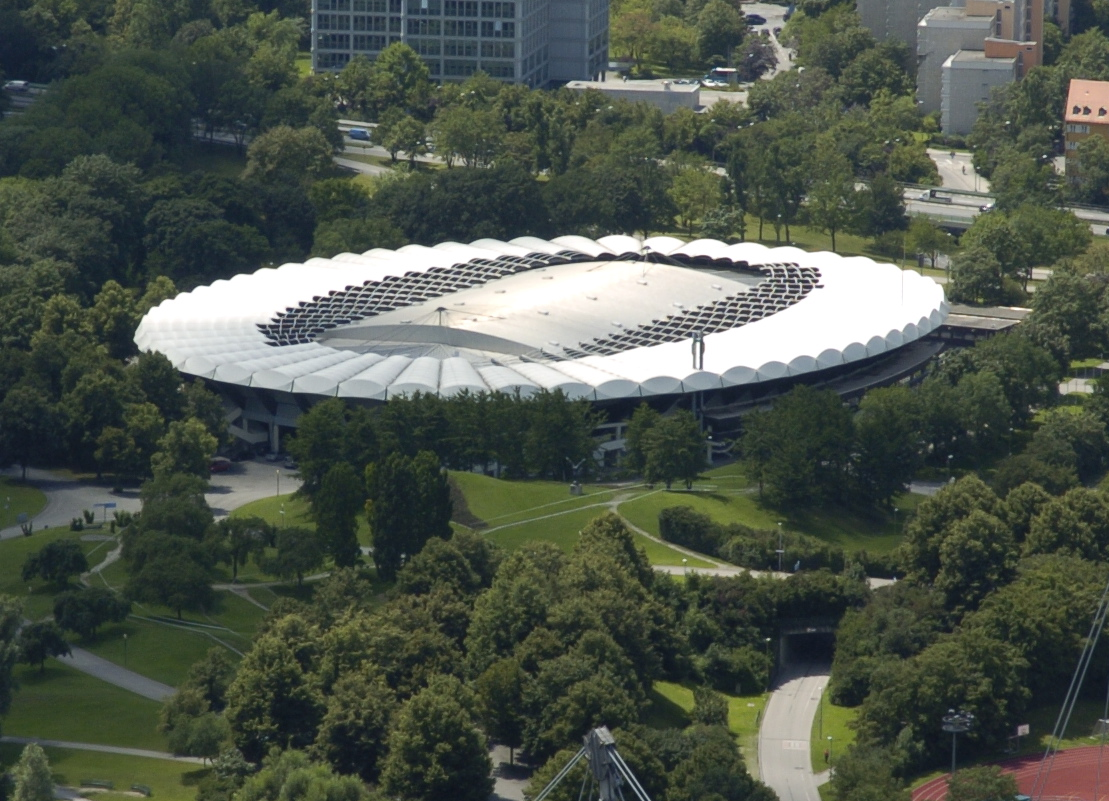
Olympia-Radstadion

Zwischen Parkharfe im Westen und dem Aufwärmplatz der Werner-von-Linde-Halle im Osten liegt die 14 Sandplätze umfassende Olympia-Tennisanlage, die allerdings erst Mitte der 1970er Jahre nachträglich für den Breitensport erbaut wurde.

#### Olympia-Radstadion

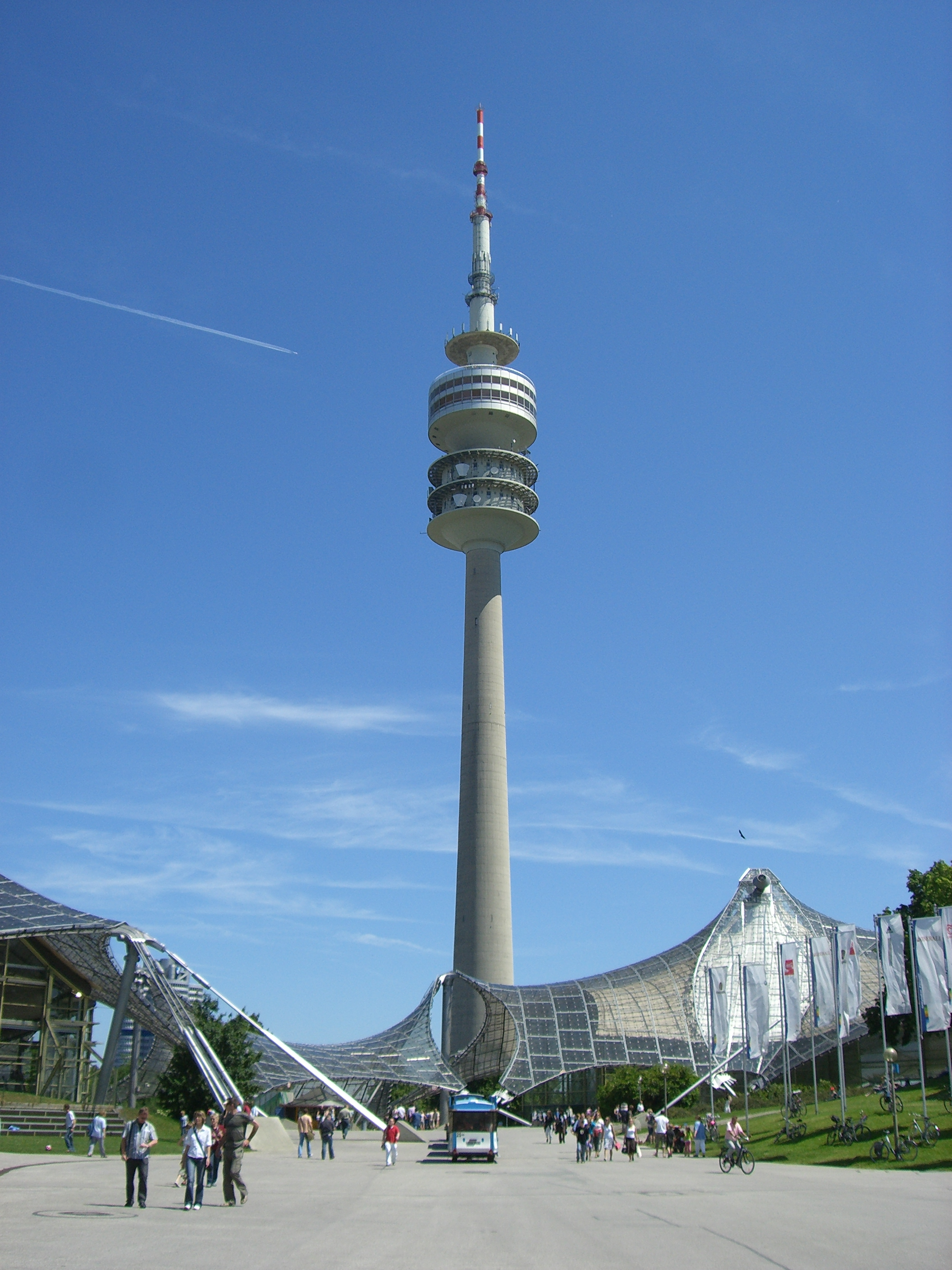
Olympiaturm

1970 bis 1972 wurde nach Plänen von Herbert Schürmann das Olympia-Radstadion errichtet, das eine 285,71 m lange Radrennbahn besaß. Ende der neunziger Jahre erfolgte der Umbau zur Erlebniswelt Olympic Spirit, die nach nur wenigen Monaten wegen mangelnder Rentabilität wieder geschlossen wurde. Etwa zehn Jahre lang wurde das Olympia-Radstadion als Event-Arena für Veranstaltungen aller Art vermarktet. Im Jahr 2015 erfolgte der Abriss.

#### SAP Garden
An der Stelle des 2015 abgerissenen Olympia-Radstadions wurde eine vom dänischen Architekturbüro 3XN entworfene Mehrzweckhalle errichtet und Ende September 2024 in Betrieb genommen. Die neue Heimarena der Eishockeymannschaft EHC Red Bull München (DEL) sollte 150 Millionen Euro, finanziert von der Red Bull GmbH, kosten und Platz für bis zu 11 500 Zuschauer bieten. Auch die Basketballer des FC Bayern München (BBL) tragen als Dauermieter hier Heimspiele aus. Der deutsche Softwarehersteller SAP ist Namenssponsor der Halle.

#### Olympiaturm
Auf dem Oberwiesenfeld wurde 1965 bis 1968 der Olympiaturm nach Plänen von Sebastian Rosenthal in Zusammenarbeit mit der Deutschen Bundespost durch das Baureferat der Landeshauptstadt München errichtet. Der seit 2005 291,28 Meter hohe Fernsehturm ist also vorolympisch und wurde nachträglich zum Wahrzeichen des Olympiaparks. (Technik-)Optimismus und Pressefreiheit sollen durch den Turm symbolisiert werden, was das Konzept der an den Idealen der Demokratie orientierten Spiele unterstreicht. Im Olympiaturm war auf 200 Meter Höhe bis 2021 das Rockmuseum Munich eingerichtet.

### Zeltdachkonstruktion

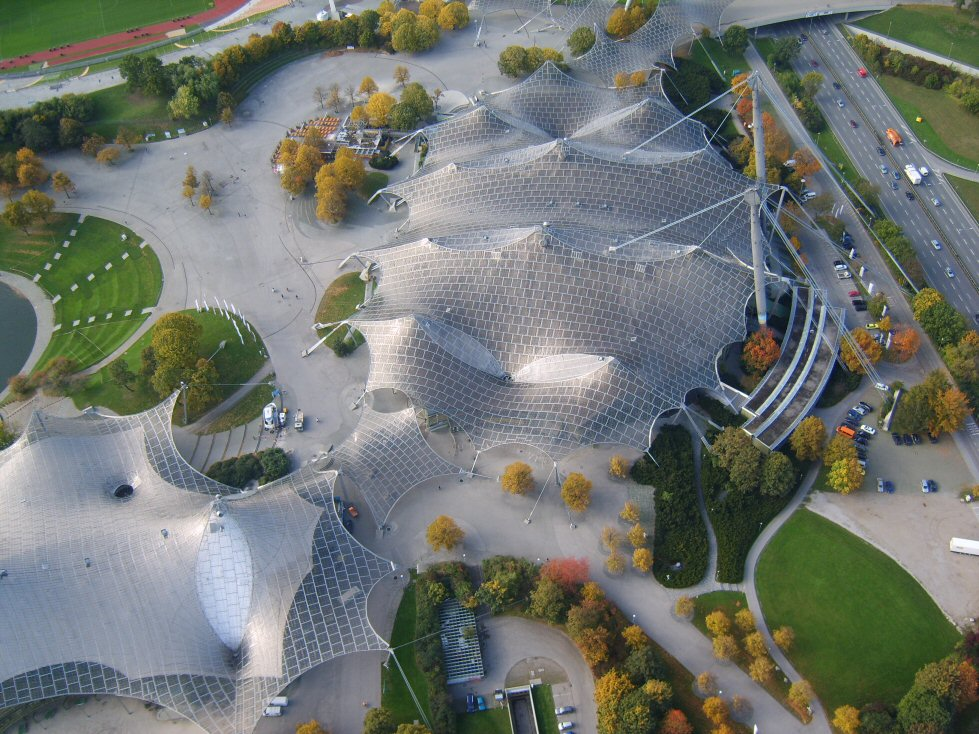
Olympiahalle und Olympia-Schwimmhalle von oben

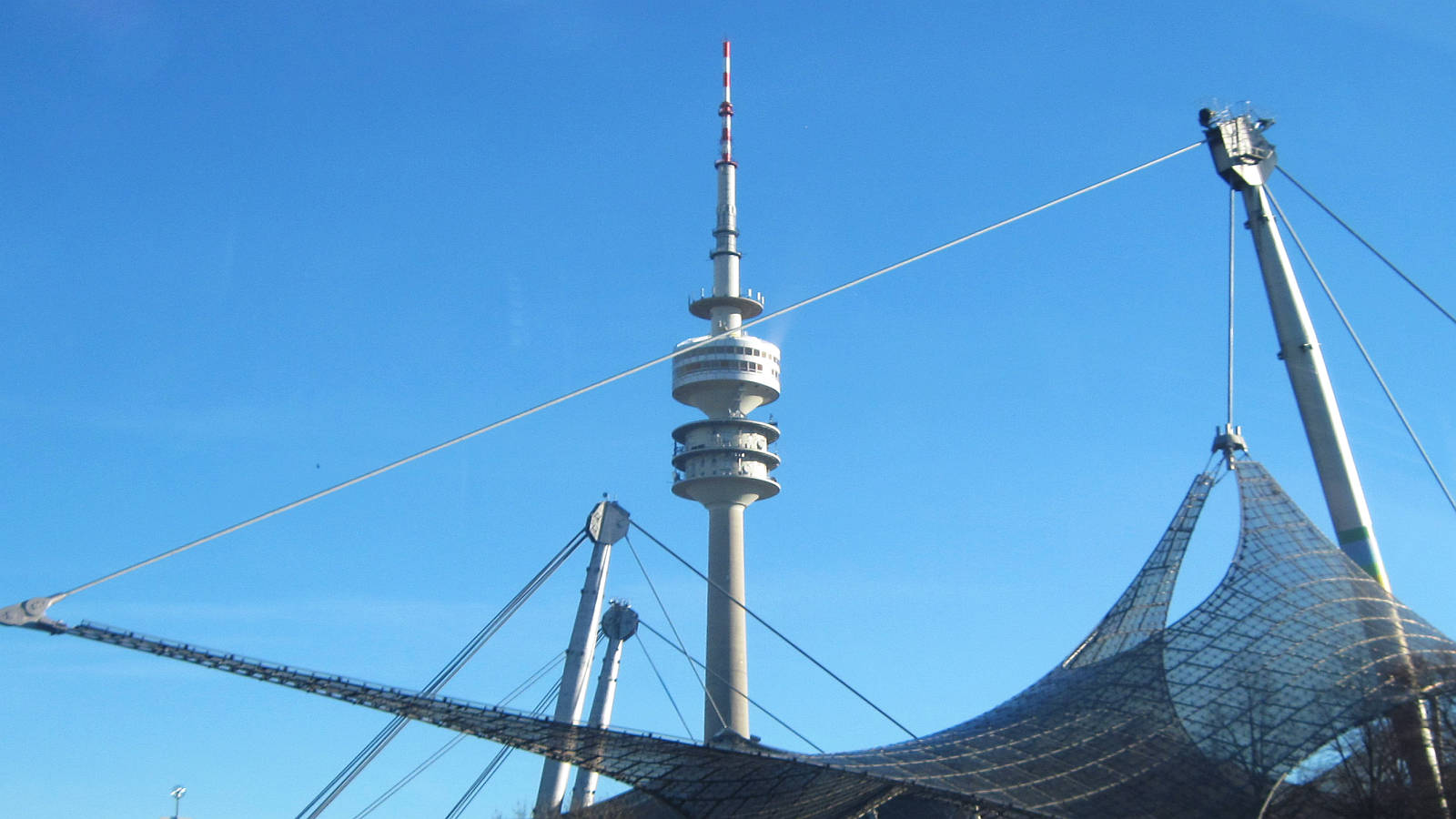
Zeltdach-Details vor dem Olympiaturm

Charakteristisch für das Olympiagelände ist die Zeltdachkonstruktion von Architekten des Büros Behnisch & Partner sowie Frei Otto, Fritz Leonhardt, Wolfhardt Andrä und Jörg Schlaich, die zur Zeit ihrer Errichtung als eine optische und statische Sensation galt. Die 74.800 m² große, auf 58 Stahlmasten hängende und aus lichtdurchlässigem Plexiglas bestehende Konstruktion überspannt das Olympiastadion, die Olympiahalle und die Olympia-Schwimmhalle. Die sehr leicht wirkende Zeltdachkonstruktion steht symbolisch für das Flüchtige und Wandelbare in unserer Welt.
Das Architekturbüro Behnisch & Partner in Stuttgart mit Fritz Auer und Jürgen Joedicke sowie dem Schweizer Ingenieur Heinz Isler gewann 1967 den Ideenwettbewerb für das Münchner Olympiagelände. Ausschlaggebender Grund für den Sieg war ein transparentes, ungewöhnliches und innovatives Zeltdach, obwohl die Realisierbarkeit ungeklärt war. Vorbild für den Entwurf war das Zeltdach für den Deutschen Pavillon bei der Weltausstellung 1967 in Montreal, das nach Plänen von Frei Otto errichtet wurde.

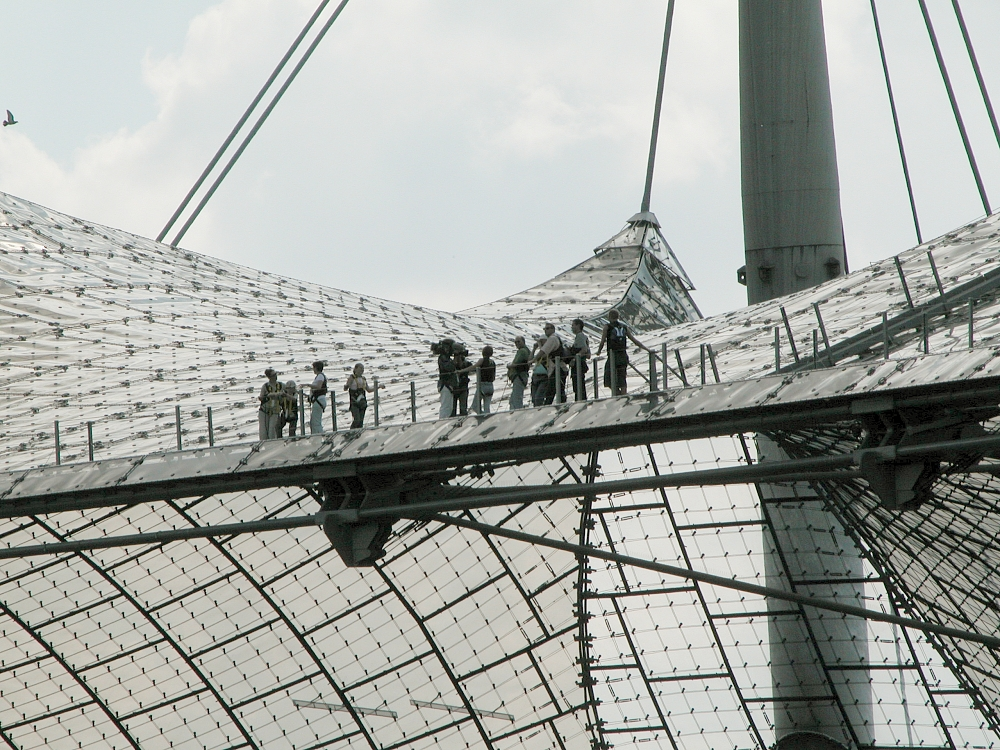
Zeltdachkonstruktion

Nach dem Gewinn des Wettbewerbs holte Günter Behnisch Frei Otto als Berater für die Formfindung ins Team. Außerdem waren, um die anspruchsvolle Aufgabe bewältigen zu können, als Tragwerksplaner der Bauingenieur Jörg Schlaich sowie weitere Mitarbeiter von Fritz Leonhardt, wie Rudolf Bergermann, Knut Gabriel und Ulrich Otto, an der Konstruktion, Berechnung, Ausführungsplanung und Bauüberwachung beteiligt.
Ursprünglich sollte die Konstruktion nach den Olympischen Spielen abgebaut werden. Das Echo der Weltpresse, die hier den Charakter der „leichten Spiele“ am besten widergespiegelt sah, verhinderte eine Demontage. Ende der 1990er Jahre wurde das Zeltdach generalsaniert. Seitdem ist der alte, lichtdurchlässige Eindruck wieder vorhanden.
Der Bereich über dem Olympiastadion kann im Rahmen von geführten Touren in den Sommermonaten bestiegen werden. Ab Oktober 2025 ist das Stadion aufgrund von Sanierungsmaßnahmen geschlossen und somit keine Touren oder Besichtigungen möglich.

### Olympiapark

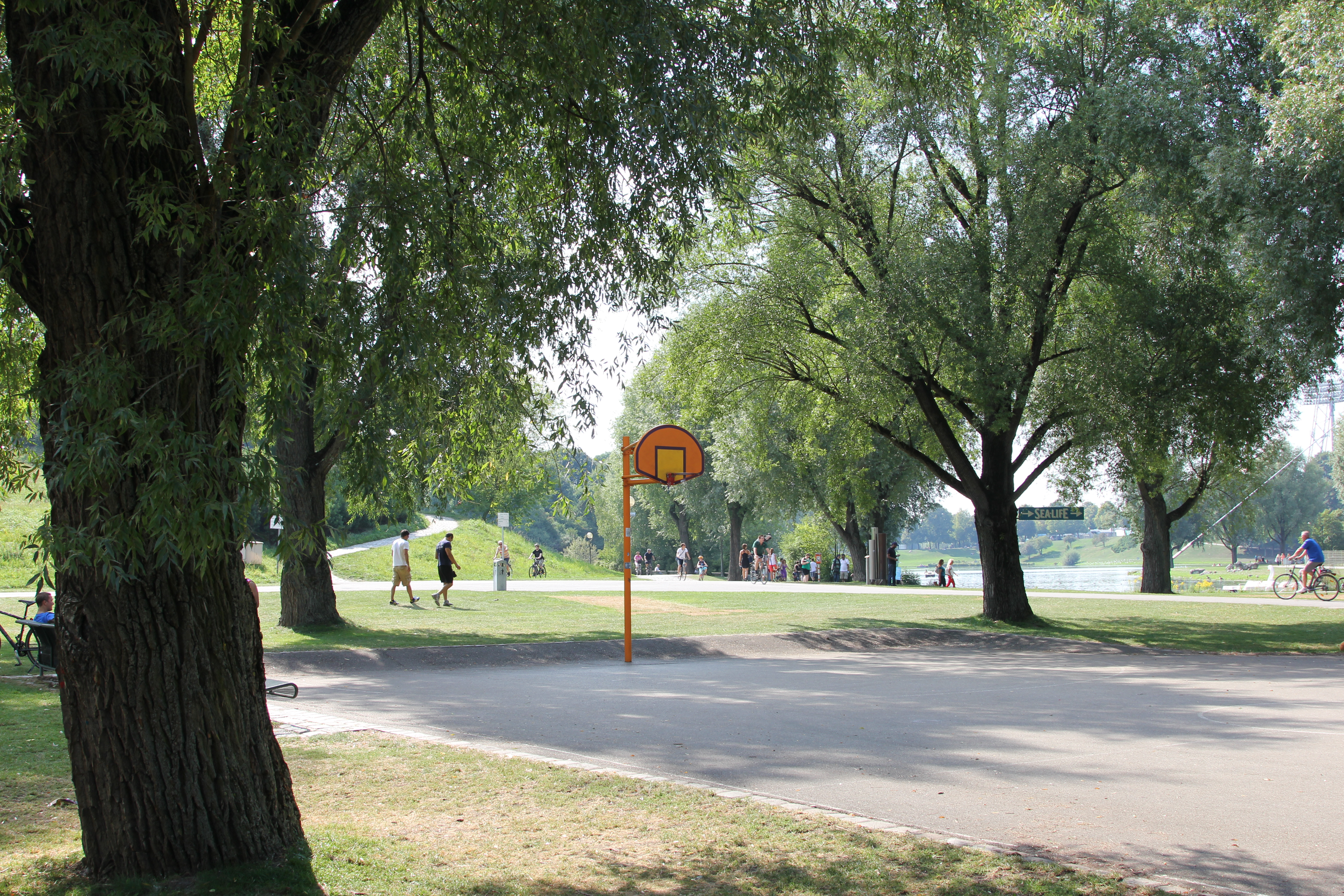
Blick auf den Olympiapark

Der südlich des Olympiageländes anschließende Olympiapark nimmt in mehrerer Hinsicht eine Sonderstellung ein. Der Architekt Günter Behnisch hatte die Idee, die Sportstätten mit See und angrenzenden Hügeln in eine „Olympische Landschaft“ umzuwandeln. Das Konzept dieser „Olympischen Spiele im Grünen“ hatte zur Folge, dass die Architektur der Bauten vom Standpunkt der Grünanlagen bestimmt wurde. Um die Verschmelzung der Bauten mit dem Olympiapark zu unterstützen, wurden zum Beispiel die Sitze im Olympiastadion grün gestaltet.
Gleichzeitig markiert der Olympiapark einen großen Wendepunkt in der Münchner Gartenkunst. Der leitende Kasseler Landschaftsarchitekt Günther Grzimek stellte den Olympiapark in den Kontext des gesellschaftlichen Umbruchs der 1960er Jahre. Das Motto der „Besitzergreifung des Rasens“ drückt die Aneignung durch die Bevölkerung als emanzipatorischen Prozess aus. Der Park wird zum Ort gesellschaftlicher Freiheit. Damit orientiert sich Grzimek ebenfalls am Ideal der Demokratie.
Statt Freiräume für Privilegierte wollte Grzimek die optimale Grünversorgung für alle realisieren, gleichzeitig jedoch Ansprüche an Gestaltung und Ökologie stellen. Die Benutzbarkeit der städtischen Freiflächen sollte im Vordergrund stehen, und nicht eine abstrakte Idee. Diese existierte dennoch: Der Olympiapark sollte Stadt und Umland mit den olympischen Bauten verbinden. Der Olympiaberg leistet diese Aufgabe.
Mit 160 Hektar gehört der Olympiapark zu den größten Grünanlagen Münchens.

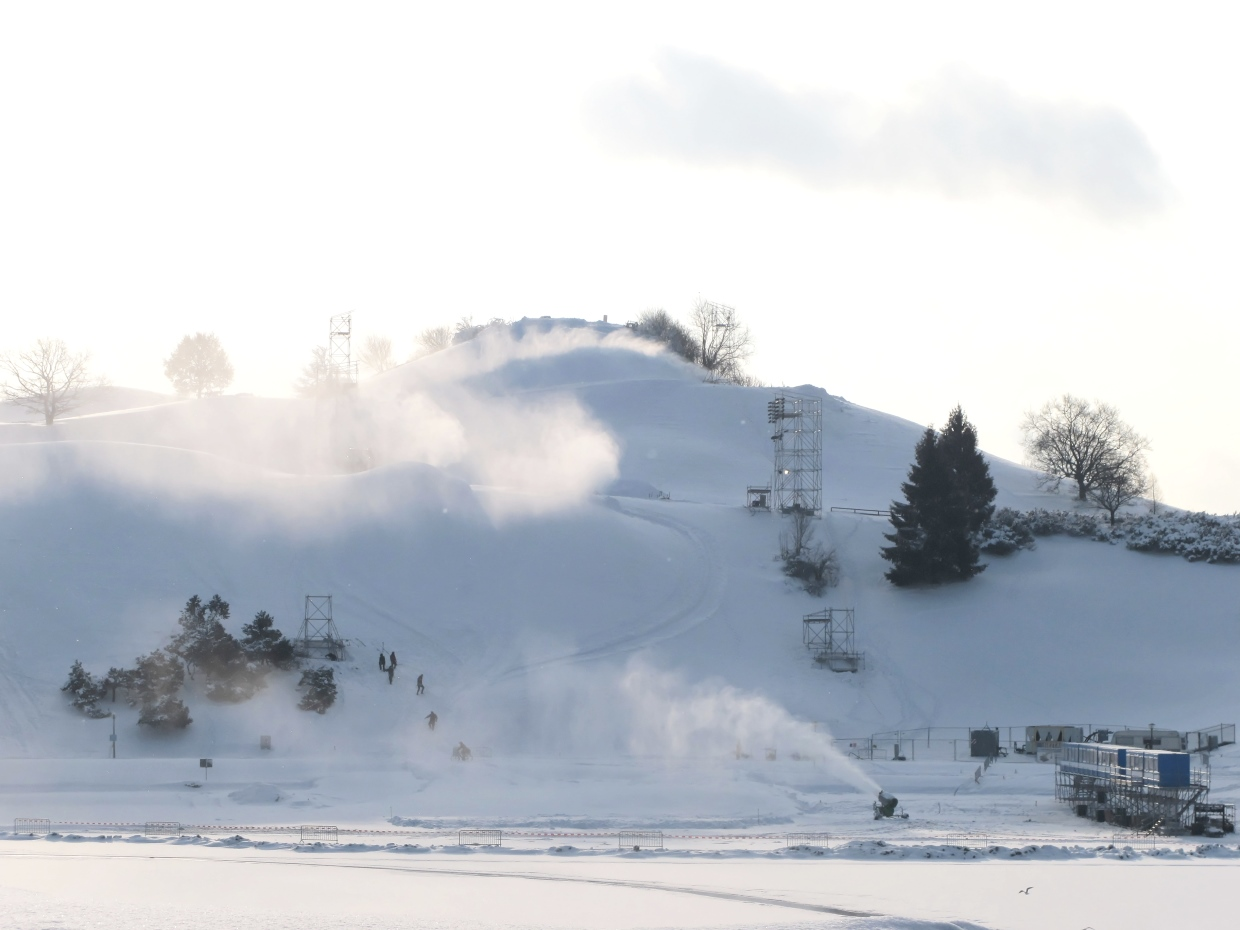
Olympiaberg im Winter

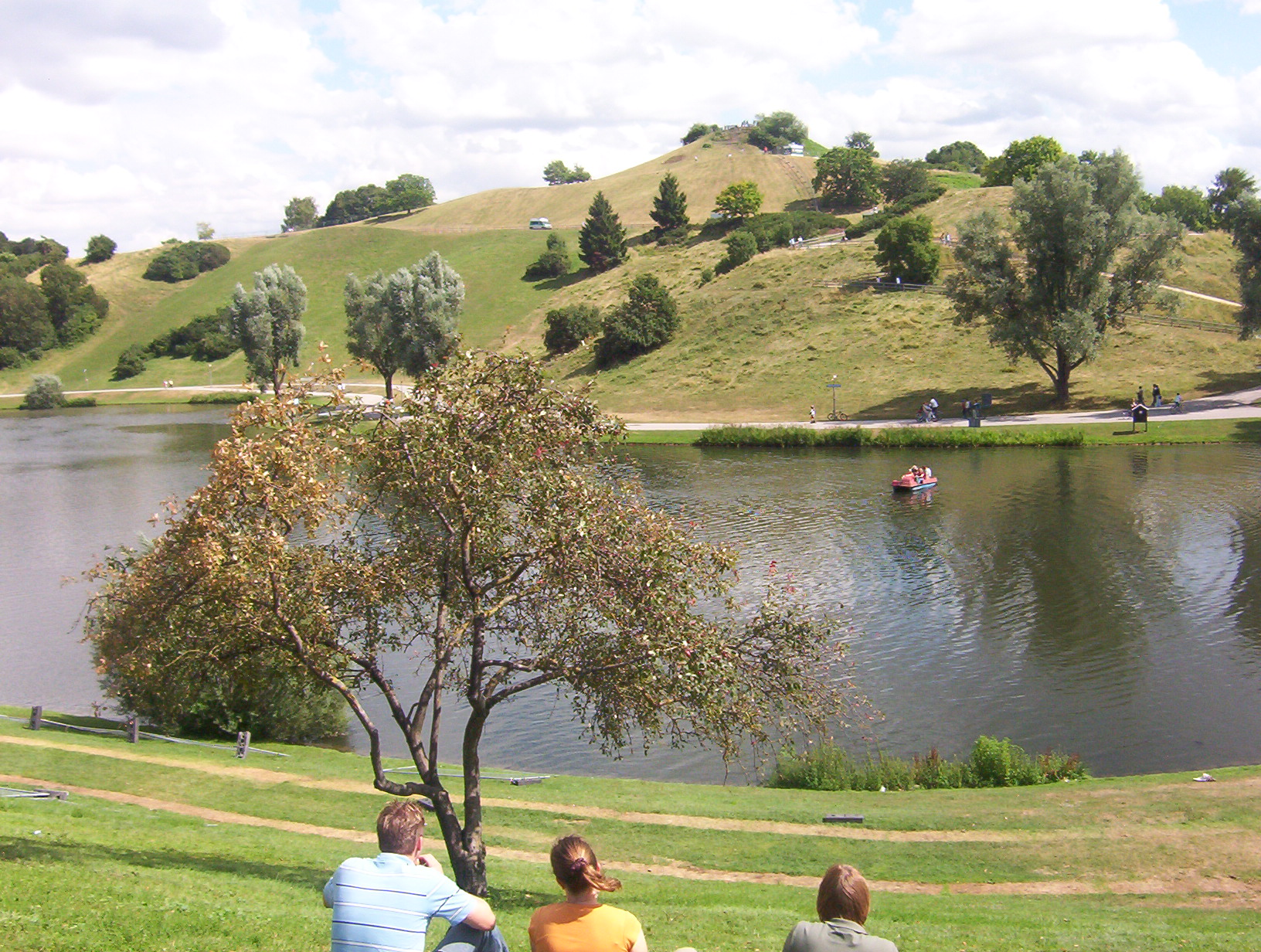
Olympiaberg und Olympiasee im Sommer

#### Olympiaberg
Der bei Beginn der Anlage des Olympiaparks bis zu 56 Meter hohe Olympiaberg ist 1947 bis 1958 als Trümmerberg entstanden und wird gemeinhin auch einfach als Schuttberg (oder „Großer Schuttberg“ im Vergleich zum Kleinen Schuttberg im Luitpoldpark) bezeichnet. Durch den Abraum der „Olympialinie“ U3 etwas erhöht und arrondiert, ist er heute mit 60 m relativer Höhe und 565,1 m über NN eine der höchsten Erhebungen Münchens. Auf ihm befinden sich auch zwei Gedenkstätten für die zivilen Luftkriegsopfer des Zweiten Weltkrieges: ein 1960 errichtetes Kruzifix südöstlich unterhalb des Gipfels und das 1972 errichtete Mahnmal „Schuttblume“. Das schlichte Aluminiumkreuz auf dem Gipfel ist ein beliebter Treff- und Aussichtspunkt auf dem Berg. Nachdem der Trümmerberg in den 50er/60er Jahren schon zum Skifahren und für Skikurse genutzt wurde, wurde 2011 zu Jahresbeginn auf dem Olympiaberg im Rahmen des Alpinen Skiweltcups ein City Event (Parallelslalom) veranstaltet. Der Versuch, diesen Slalom regelmäßig stattfinden zu lassen, wurde – nachdem 3 von 5 Veranstaltungen wetterbedingt ausfielen – mit der Absage der für den 1. Januar 2016 vorgesehenen Veranstaltung aufgegeben. 2014 fand im November der Olympia-Alm Crosslauf statt. Der Name des letzteren bezieht sich auf die Olympiaalm, Münchens höchstgelegenen Biergarten. Dazu fand immer wieder ein 24-Stunden-Mountain-Bike-Rennen auf dem Olympiaberg statt.

#### Olympiasee
Der insgesamt 8,6 Hektar große Olympiasee wird gerne in „Kleiner Olympiasee“ (westlicher Teil, 1,4 Hektar) und „Großer Olympiasee“ (östlicher Teil, 7,0 Hektar) unterschieden. Die Grenze wird ungefähr durch die Brücke des Spiridon-Louis-Rings über den See markiert. 30 Meter oberhalb der Brücke liegt die 0,2 Hektar große Vogelinsel im Kleinen Olympiasee. Der Olympiasee ist eine Ausweitung des Nymphenburg-Biedersteiner Kanals und hat eine Länge von 1120 Metern und eine maximale Breite von 223 Metern. Das Wasservolumen beträgt 110.000 m³. Der See ist durchschnittlich 1,3 Meter tief, maximal 1,4 Meter, minimal 0,8 Meter. Der See wird durch das Wasser gespeist, das bei Regen von den Dächern durch Rohrleitungen gesammelt wird sowie durch den ihn durchfließenden Nymphenburg-Biedersteiner Kanal. Das Wasser fließt aus Richtung Schloss Nymphenburg. Der See ist notwendig, um die enormen Wassermassen der versiegelten Flächen bei Starkregen aufzufangen. Ein Wehr kann bei Bedarf den See aufstauen und anschließend die Wassermassen kontrolliert dem Kanal zuführen, um Überschwemmungen zu vermeiden.
Zudem trägt der Olympiasee maßgeblich dazu bei, dass sich der gesamte Olympiapark zu einer wichtigen Zwischenstation für Zugvögel auf ihren Wanderungen entwickelt hat.

#### Seebühne und Theatron

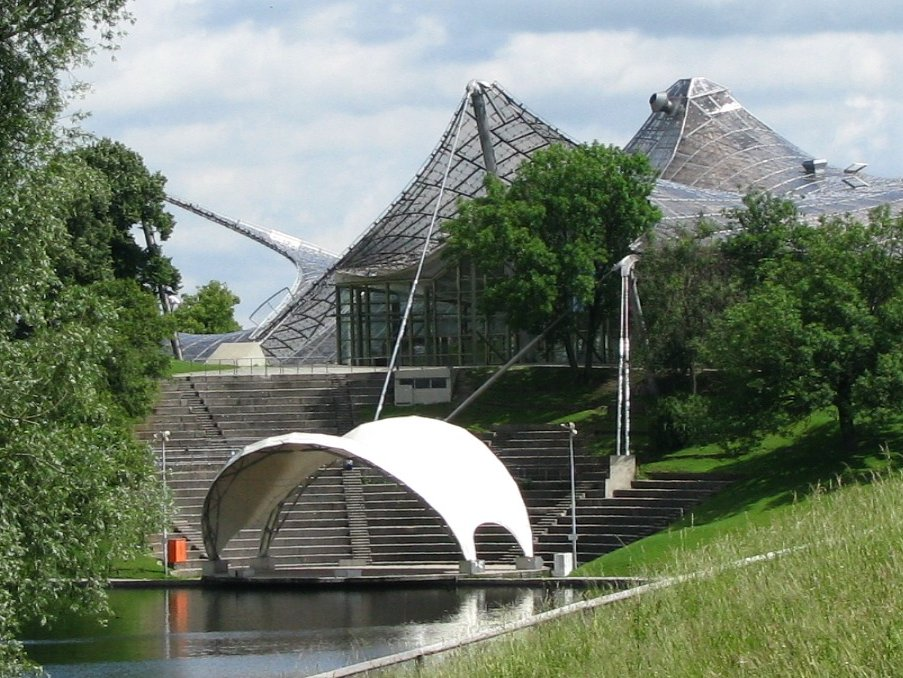
Theatron und Seebühne

Im See befindet sich gleichsam als Halbinsel unterhalb des viertelrunden Theatrons westlich der Schwimmhalle die Seebühne, die neuerdings als „Kleine Seebühne“ bezeichnet wird. Sie besitzt einen Durchmesser von 20 m und eine Fläche von 280 m². Auf Betonstufen und den angrenzenden Grünhängen ist Platz für 2000 Besucher. Genutzt wurde die Bühne 1972 für das kulturelle Rahmenprogramm zu den Spielen. Hier wurden Modenschauen, Serenaden sowie Tanz und Theater dargeboten. Der ursprüngliche Plan einer dauerhaften Nutzung als Theaterbühne war bereits 1969 wieder verworfen worden.
Nach den Spielen wurde die Bühne von 1973 bis heute vorwiegend für die Theatron-Veranstaltungen genutzt. Ebenfalls 1973 versammelten sich hier elf freie Gruppen und Einzelakteure zur „Volkstheater-Front“.

#### Carillon
Das 1972 errichtete Carillon am Coubertinplatz war eines von fünf Carillons in Bayern. Es wurde 2007 abgebaut und eingelagert.

#### Munich Olympic Walk of Stars

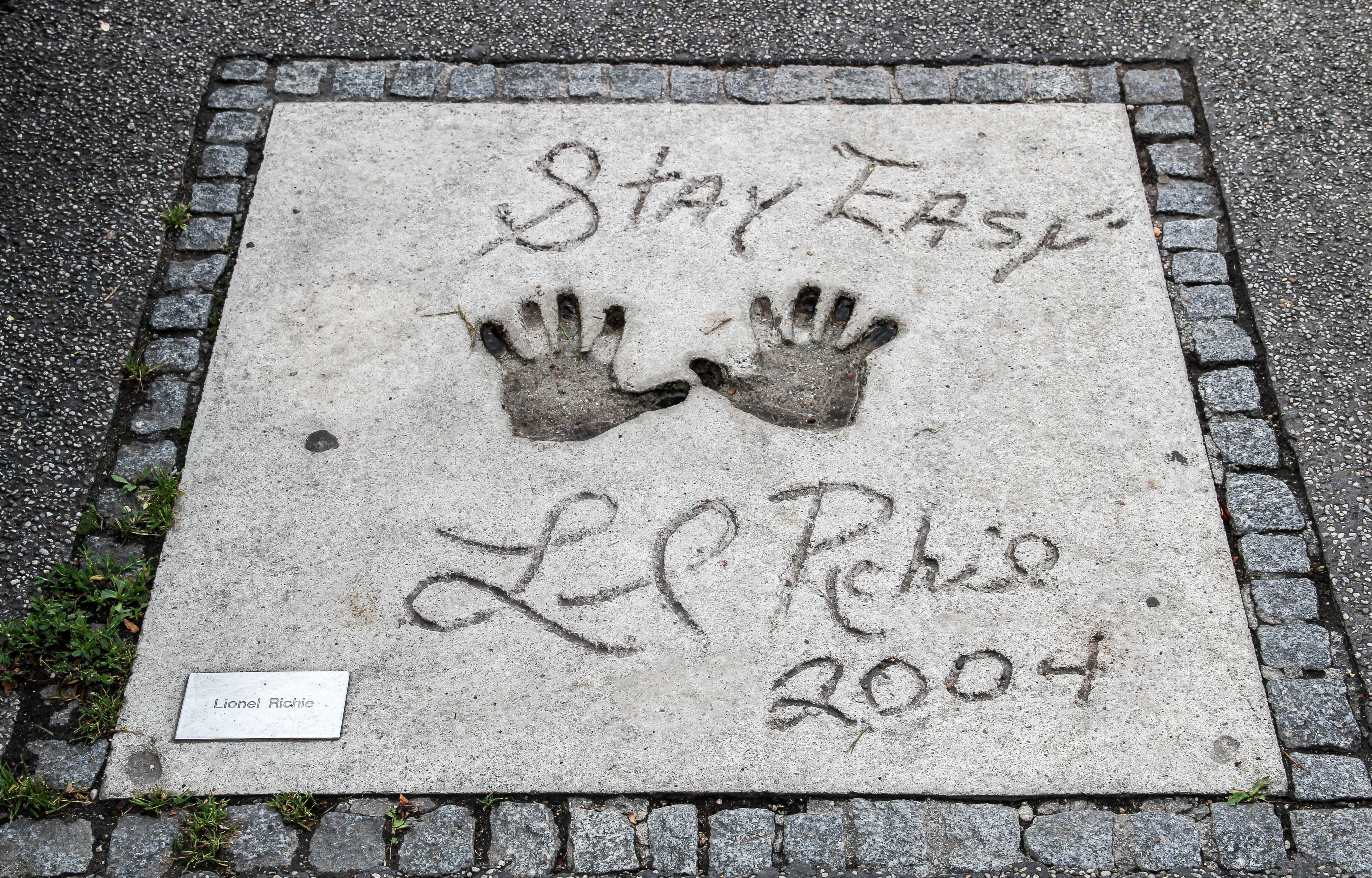
Handabdruck Lionel Richie (2004)

Seit 2003 verewigen sich Persönlichkeiten des öffentlichen Lebens am 400 m langen Munich Olympic Walk of Stars (MOWOS), einem Weg am Fuß des Olympiaturms. Wie beim Grauman’s Chinese Theatre am Hollywood Walk of Fame in Los Angeles hinterlassen die von einem Gremium vorab ausgewählten Persönlichkeiten ihren Handabdruck und können persönliche Botschaften in den frischen Zement zeichnen. Die 90 × 90 cm großen Zementplatten werden nach dem Abtrocken mit Speziallack gegen Witterungsschäden und Verunreinigungen gesichert.
Verewigt wird, wer Erfolge im Olympiapark gefeiert hat oder sich um den Olympiapark verdient gemacht hat. Am 21. Mai 2003 wurde der Munich Olympic Walk of Stars feierlich mit dem ersten Handabdruck von Howard Carpendale eröffnet. Seitdem haben dort bekannte Persönlichkeiten wie Tom Jones, der Dalai Lama, Liza Minnelli, Elton John, B. B. King, Anastacia, Snoop Dogg und The Undertaker ihre Botschaften hinterlassen. Außerdem lädt das Gremium auch Musikgruppen ein, sich zu verewigen. Dazu zählten in der Vergangenheit unter vielen anderen auch Gruppen wie Bon Jovi, Metallica, Genesis, Die Toten Hosen, Aerosmith, R.E.M. und Kiss.
Der Zugang erfolgt über den Willi-Daume-Platz, benannt nach dem Unternehmer, Sportler und Sportfunktionär Willi Daume.

#### Sea Life
Im Frühjahr 2006 wurde im Olympiapark das Sea Life München eröffnet. Dargestellt wird das Leben in der Isar und der Donau bis ins Schwarze Meer und Mittelmeer.

#### Ost-West-Friedenskirche
Aus vor-olympischer Zeit stammt die Ost-West-Friedenskirche, die der ehemalige Oberbürgermeister Christian Ude als „charmanteste[n] Schwarzbau Münchens“ bezeichnete. Der russische Eremit Timofei Wassiljewitsch Prochorow errichtete die Kirche 1952, gemeinsam mit seiner Frau, ohne Baugenehmigung, aus Teilen des Trümmerschutts vom nahegelegenen Schuttberg. Obwohl sich die Kapelle nicht mehr im Gesamtbereich Olympiapark befand, wurde sie im alltäglichen Sprachgebrauch zum Olympiapark gezählt, da die Kapelle nur über ihn erreichbar war. Nach der Fertigstellung bot Timofej sein Kirchengebäude sowohl der katholischen Kirche als auch der russisch-orthodoxen Kirche als Gotteshaus an. Die jeweils Verantwortlichen lehnten das Angebot jedoch ab, da die Katholiken zu viele Elemente der Orthodoxen im Bauwerk sahen und die Orthodoxen wiederum zu viele katholische Elemente. Daraufhin feierte Timofej selbst die Liturgie. Die Ost-West-Friedenskirche wurde durch einen Brand am 11. Juni 2023 vollständig zerstört. Christian Ude sprach sich noch am Tag des Brandes für den Wiederaufbau der Ost-West-Friedenskirche als Symbol der Friedenshoffnung aus.

### Olympisches Dorf

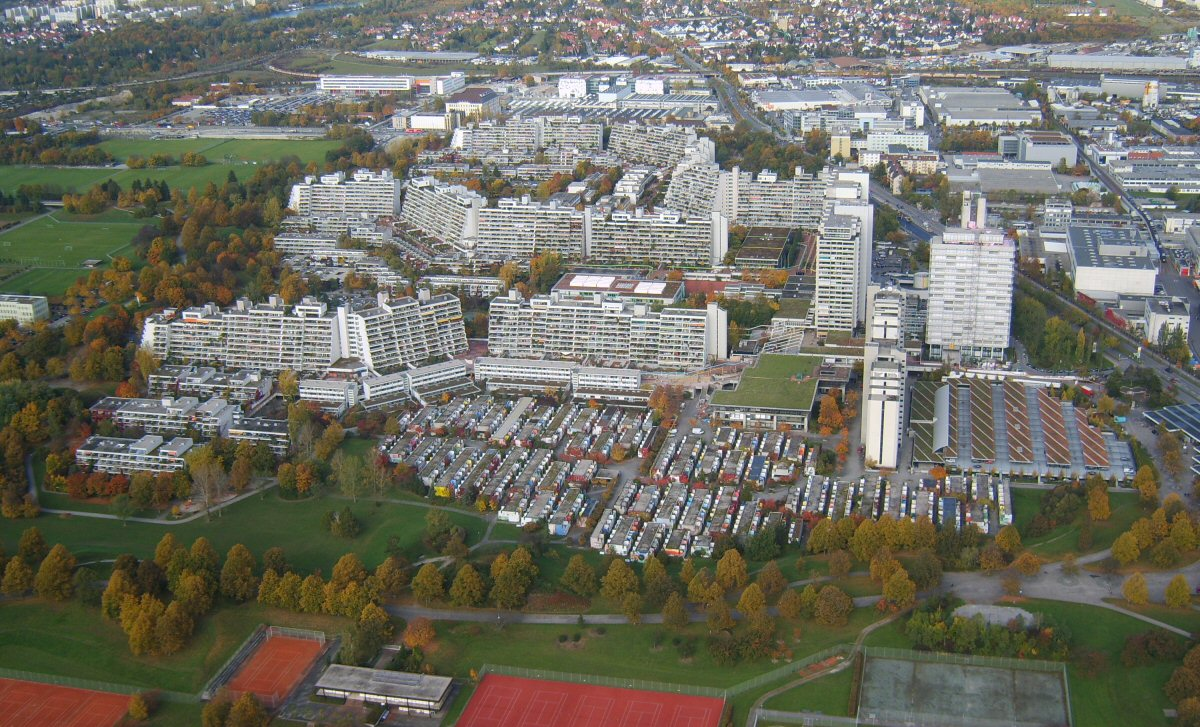
Das olympische Dorf vom Olympiaturm aus gesehen

Das Olympische Dorf in München entstand anlässlich der XX. Olympischen Spiele 1972 zur Unterbringung der Sportler. Es wurde von dem Architekturbüro Behnisch & Partner (Lage und Raumplanung) sowie Heinle, Wischer und Partner (Bauten und Anlagen) entworfen. Heute ist es mit über 6000 Bewohnern in etwa 3500 Wohneinheiten ein beliebtes Wohngebiet in München. Höchstes Gebäude ist mit 88 Metern Höhe der Olympia Tower. Zentral liegt der Nadisee.

### Olympia-Pressestadt

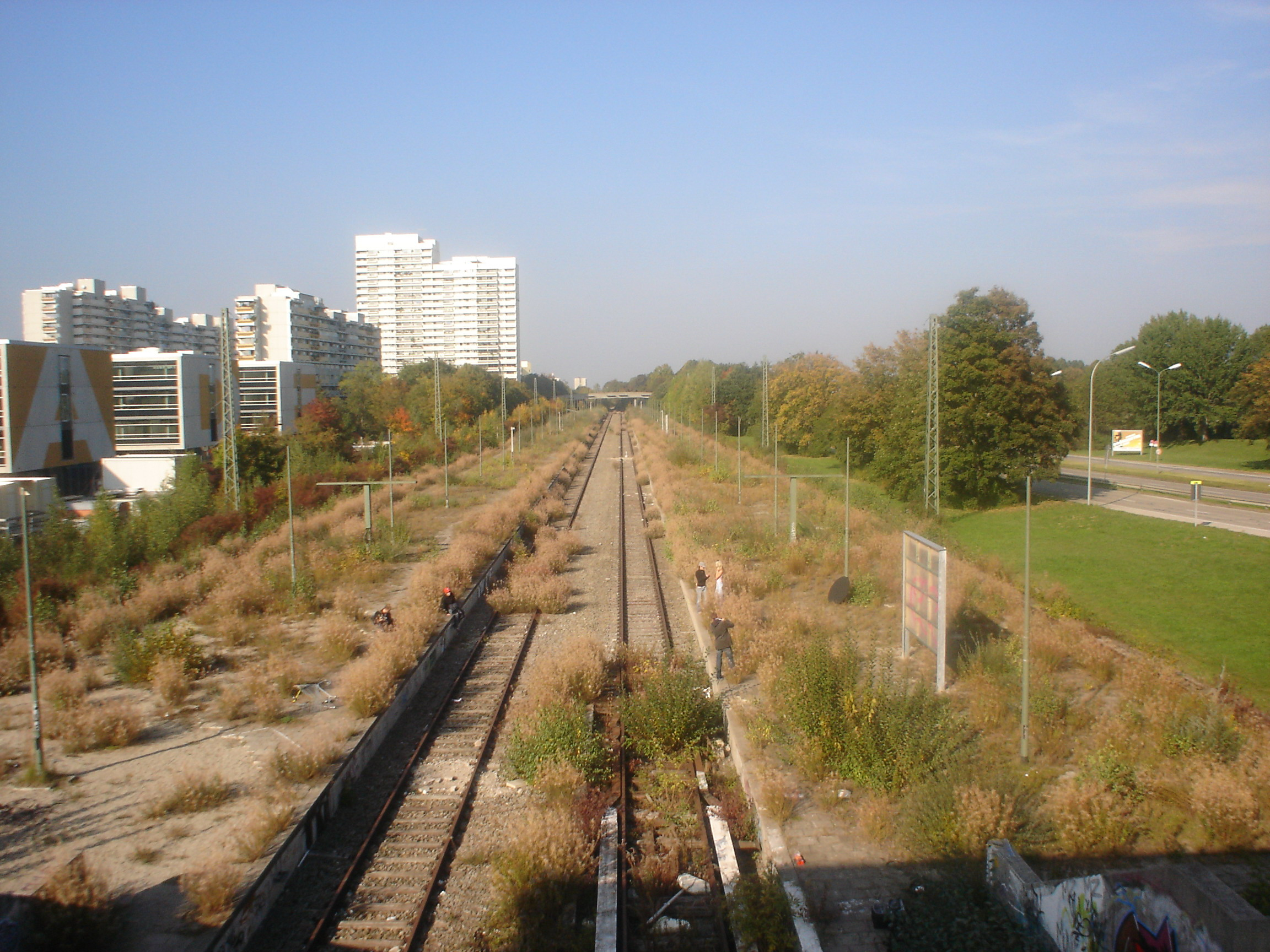
Blick vom Geisterbahnhof München Olympiastadion auf die Pressestadt

Die Olympia-Pressestadt liegt westlich des Gesamtgeländes Olympiapark zwischen der Trasse Bahnhof München Olympiastadion/Landshuter Allee im Osten, Moosacher Straße im Norden und Hanauer Straße im Westen. Es wurde ein Gebäudekomplex von insgesamt 45 Häusern. Während der Olympischen Spiele diente es zeitweise als Unterkunft für etwa 4.000 Journalisten. Im Fernmeldezentrum führten die Journalisten an 110 (wohlgemerkt fest installierten) Telefonapparaten 26.723 Gespräche und gaben 9.837 Telegramme mit insgesamt 6.377.718 Worten auf. Ein beliebter Treffpunkt war die Lobby im Erdgeschoss mit ihren 120 Sitzplätzen und einer riesigen Wand an Monitoren, auf denen zeitgleich alle gerade stattfindenden olympischen Wettkämpfe zu sehen waren. Zentrum war das Gebäude Riesstraße 50. Bis zum Jahr 1999 befand sich in dem Gebäude das Berufsbildungszentrum für Elektrotechnik, danach wurde es abgerissen.
Heute befindet sich auf dem Gelände das Berufsschulzentrum Riesstraße der Landeshauptstadt München mit den Berufsschulen für Steuern, Informationstechnik, Bürokommunikation und Industriekaufwesen, Einzelhandel und Mediendesign, welches 2006 fertiggestellt wurde.
Das ebenfalls zu den Spielen gebaute Gebäude Riesstraße 82 ist 83 Meter hoch, und somit das momentan 12. höchste Gebäude der Stadt.
Heute leben in der Pressestadt rund 1.800 Menschen.

### Zentrale Hochschulsportanlage

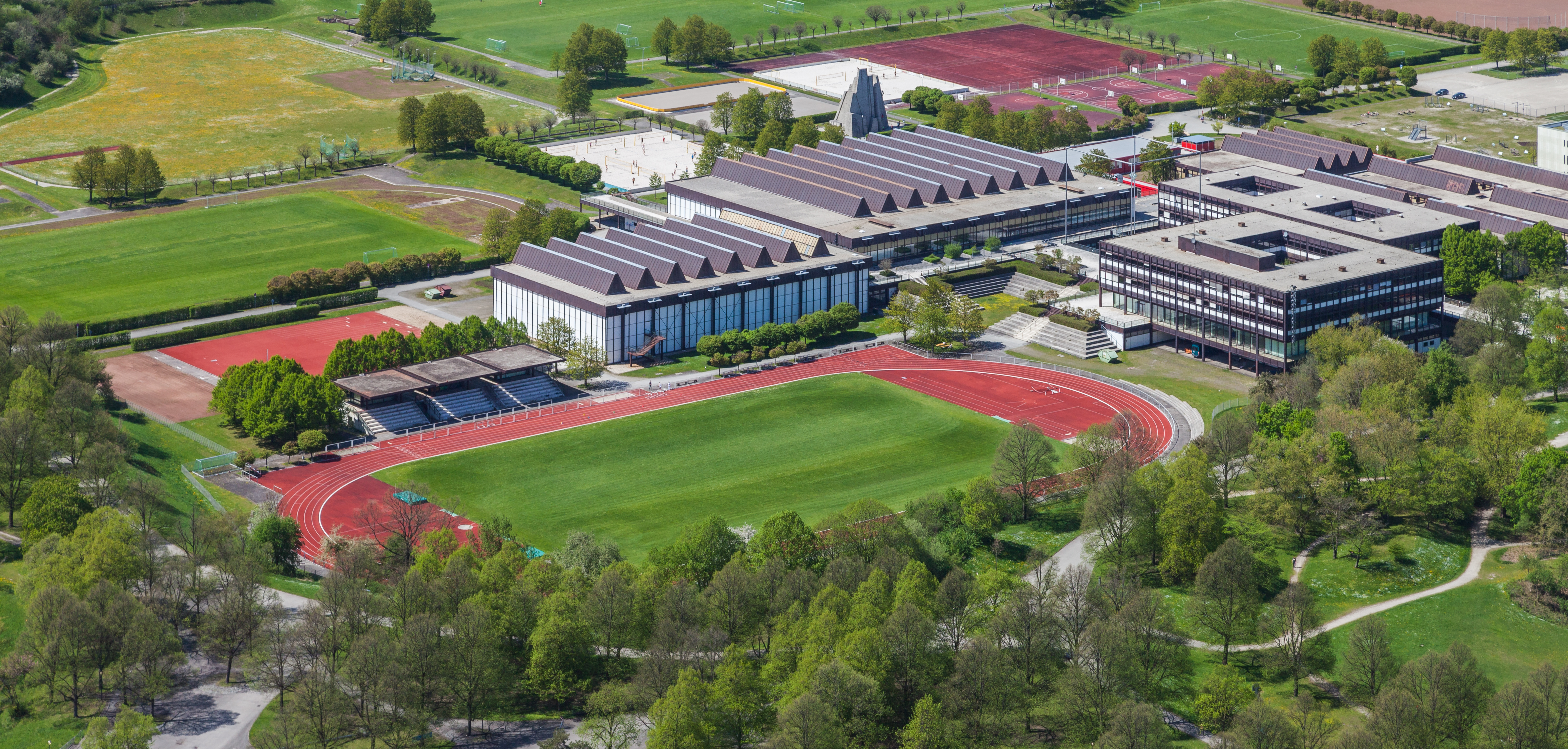
Zentrale Hochschulsportanlage (ZHS)

Im Nordteil des Gesamtgeländes Olympiapark liegt die Zentrale Hochschulsportanlage (ZHS). Auf dem etwa 45 ha großen Gelände befinden sich unter anderem 11 Sporthallen, eine Freisportanlage mit 15 Fußballplätzen, 7 Beachvolleyballfeldern und einem 16 Meter hohen Kletterturm, eine Tennisanlage mit 22 Plätzen und eine Hockeyanlage. Mit über 125.000 Studierenden und über 17.000 aktiven Teilnehmern pro Semester ist der Zentrale Hochschulsport München die größte Hochschulsporteinrichtung in Deutschland. Es werden 600 Einzelveranstaltungen pro Semester in über 100 verschiedenen Sportarten angeboten.

### Weitere Umgebung

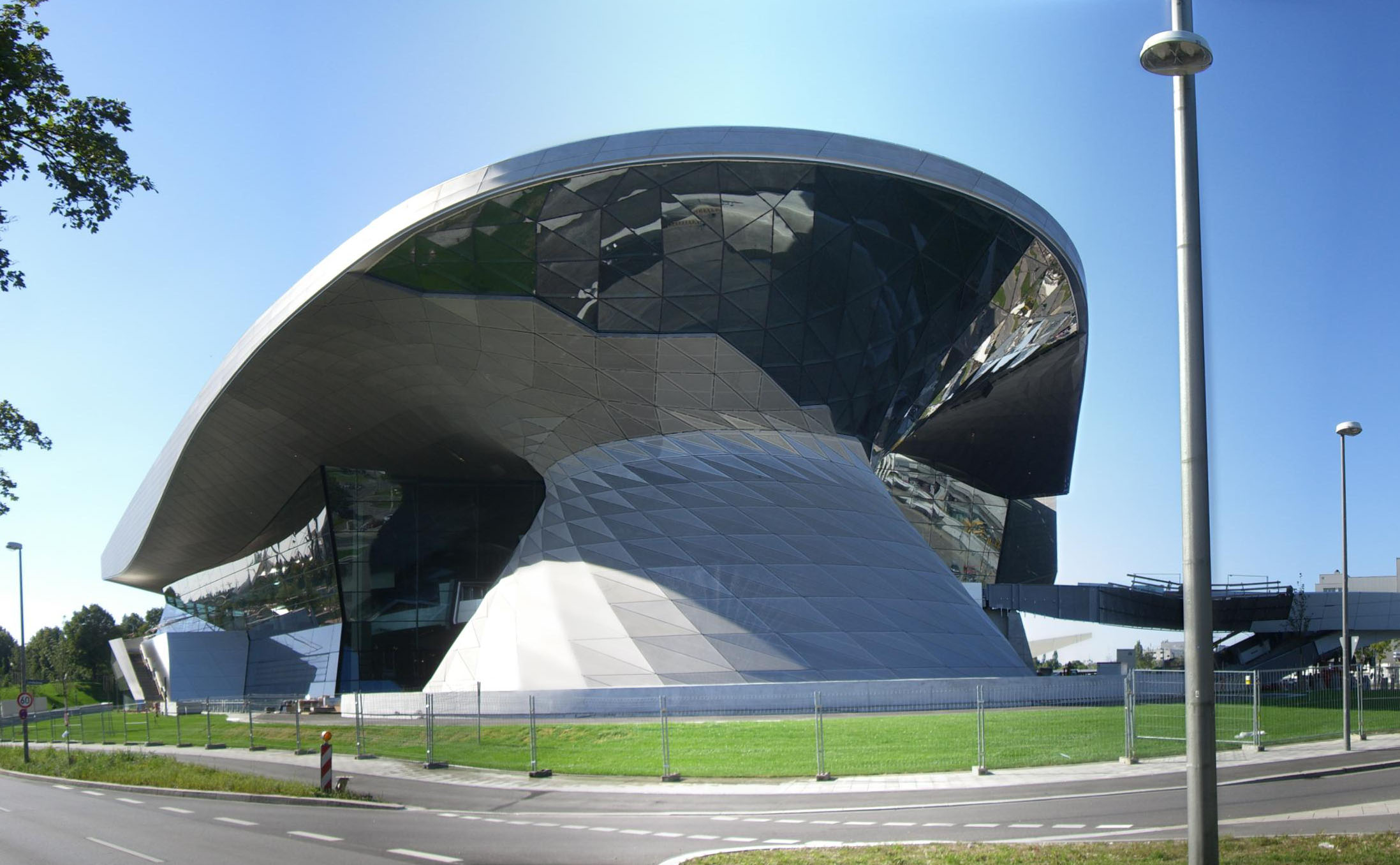
BMW Welt

Am Westrand des Olympiaparks befinden sich mehrere Einrichtungen der Bundeswehr, darunter das Sanitätsamt, das Karrierecenter der Bundeswehr München sowie das Bundeswehr-Dienstleistungszentrum München.
Zum architektonischen Gesamtensemble gehören das BMW-Hochhaus und das BMW-Museum, die nach Plänen von Karl Schwanzer errichtet worden sind, sowie die 2007 eröffnete BMW Welt. Sie befinden sich jedoch außerhalb des Olympiaparks. Nördlich des Olympiaparks liegt das Museum BMW Group Classic.
1972 wurde westlich des Parks das Olympia-Einkaufszentrum eröffnet.
Im Westen liegt die Schneise am ehemaligen Bahnhof München Olympiastadion, im Nordwesten liegen der Park am Oberwiesenfeld, die Eggarten-Siedlung und der Lerchenauer See.

## Regelmäßige Veranstaltungen (ohne Konzerte)

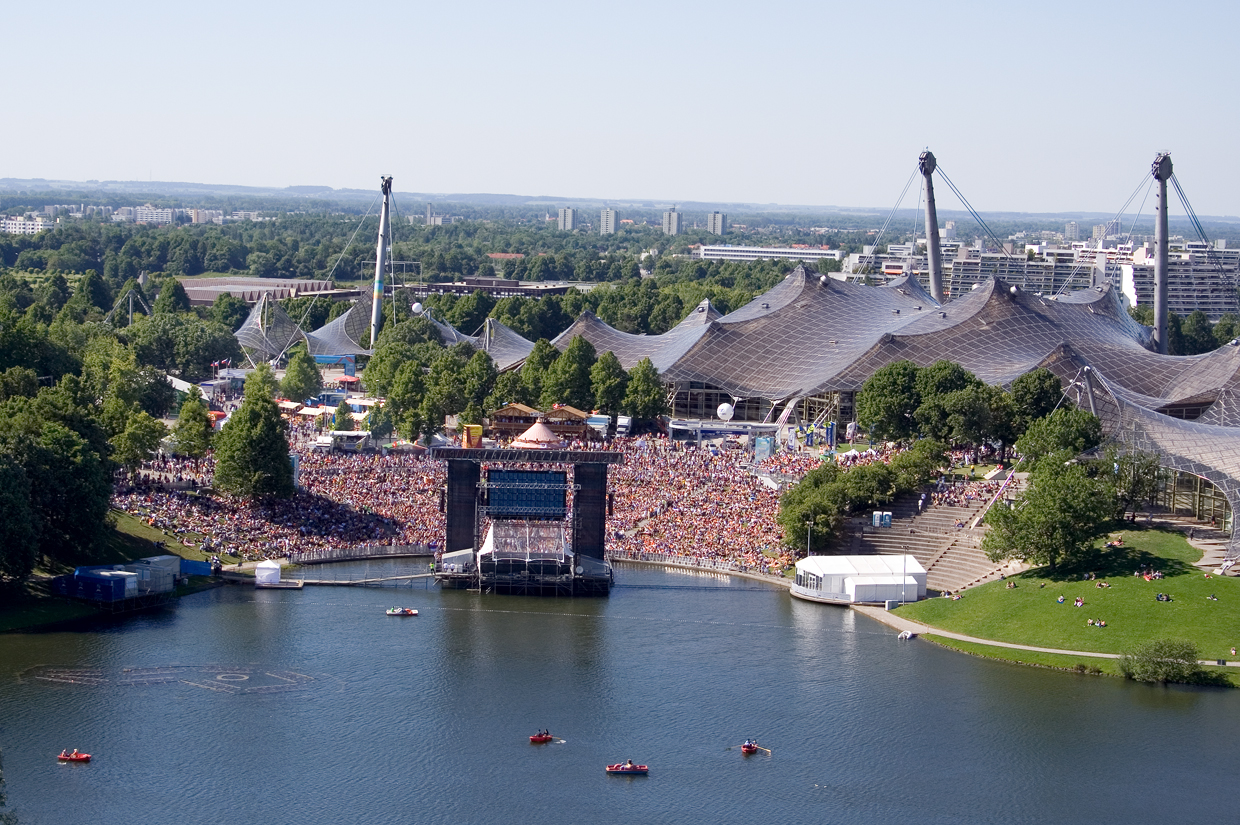
Public Viewing beim Fanfest (11. Juni 2006)

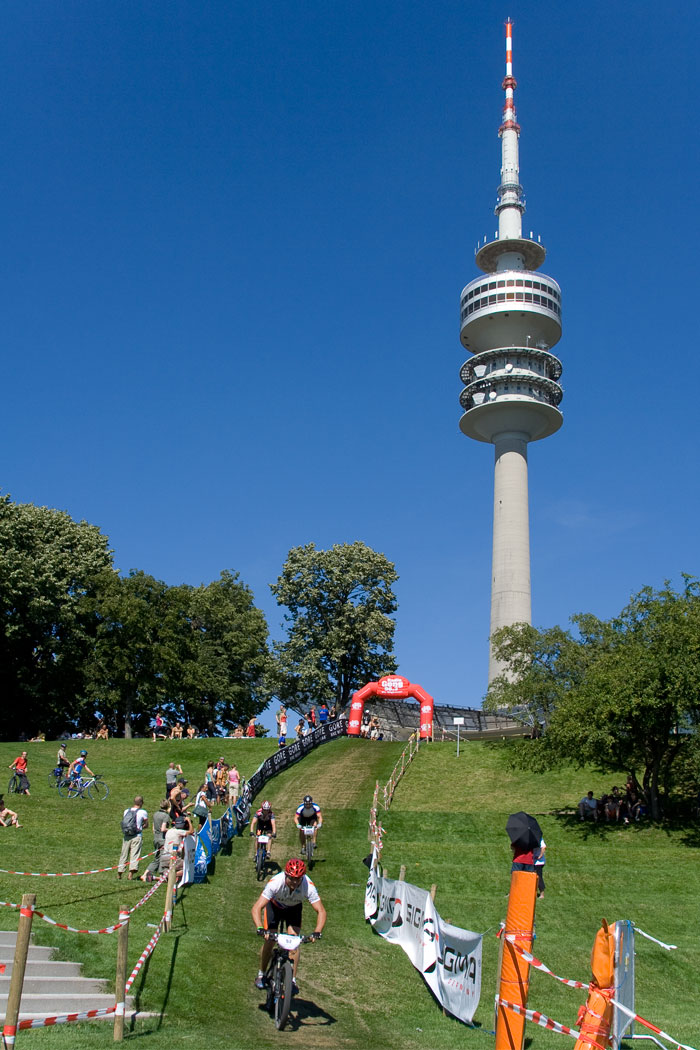
24h-Mountainbike-Rennen im Olympiapark

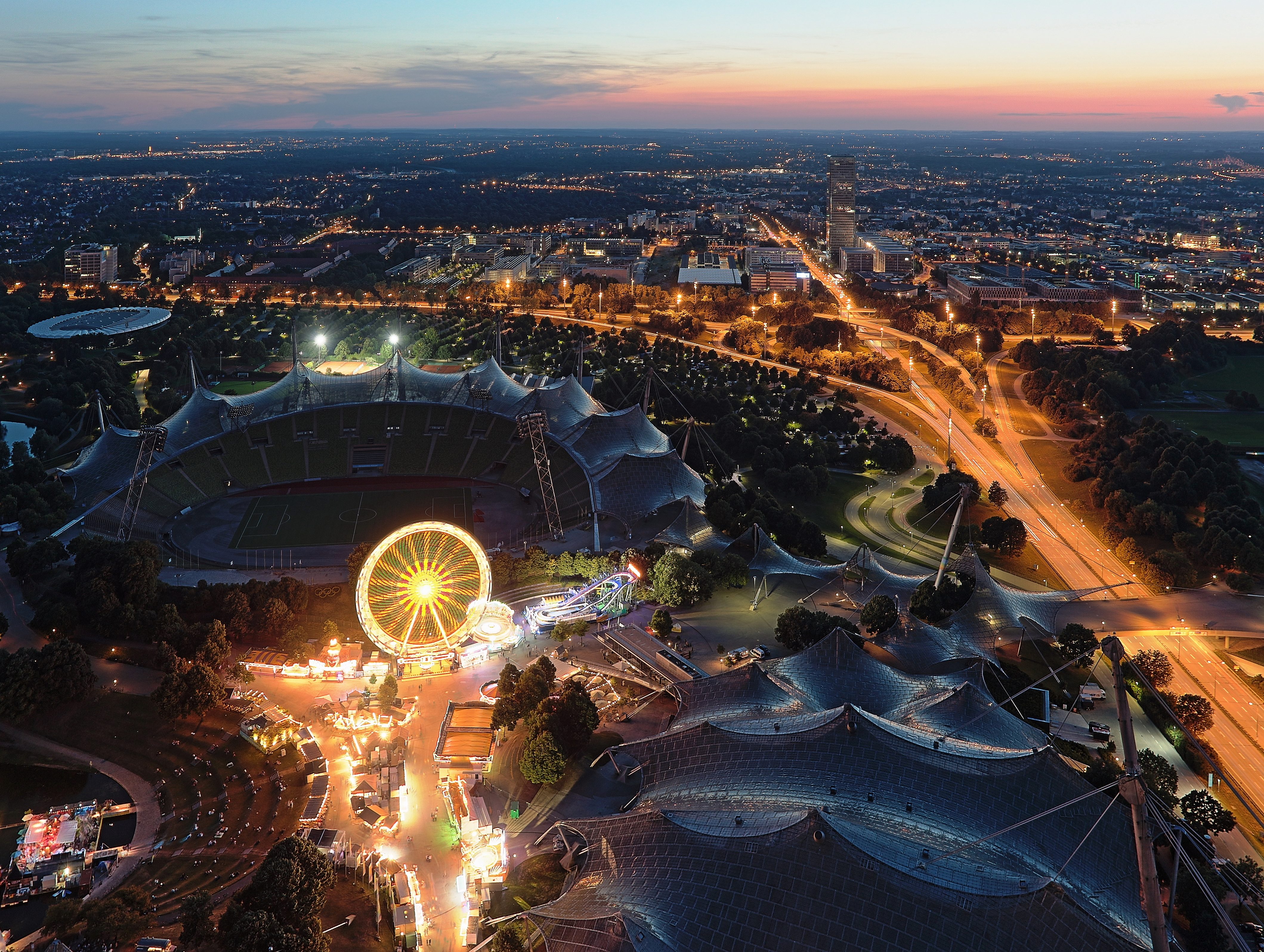
Das Sommerfest bei Dämmerung vom Olympiaturm aus gesehen

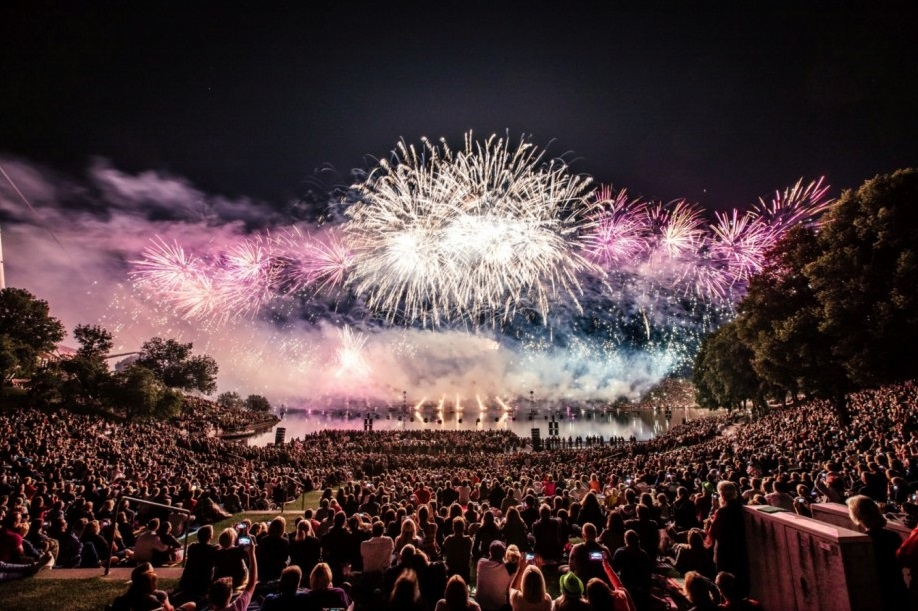
Musikfeuerwerk beim Münchner Sommernachtstraum 2018

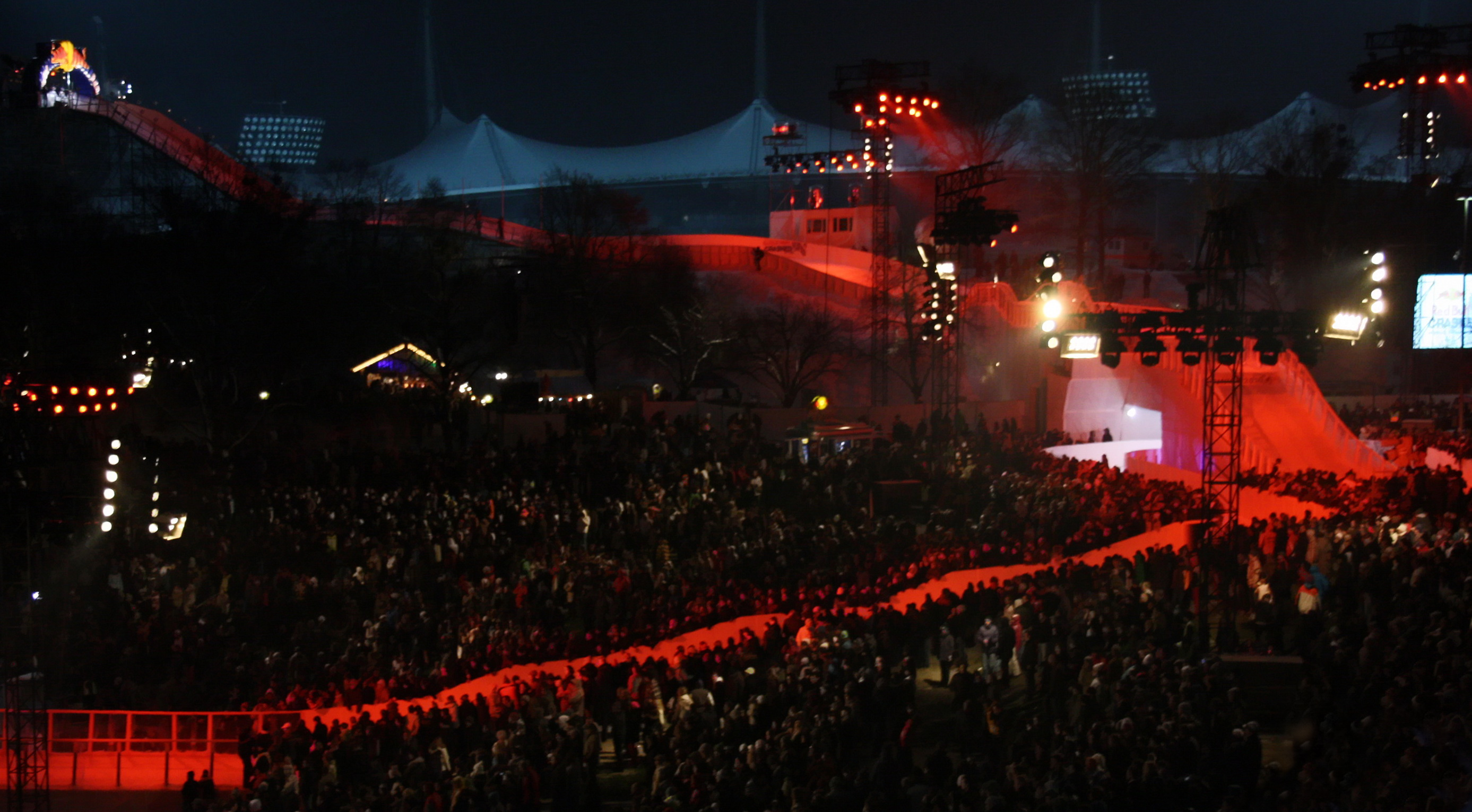
Red Bull Crashed Ice 2010

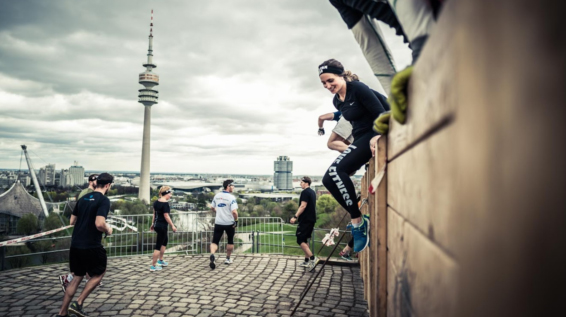
Spartan Race 2016

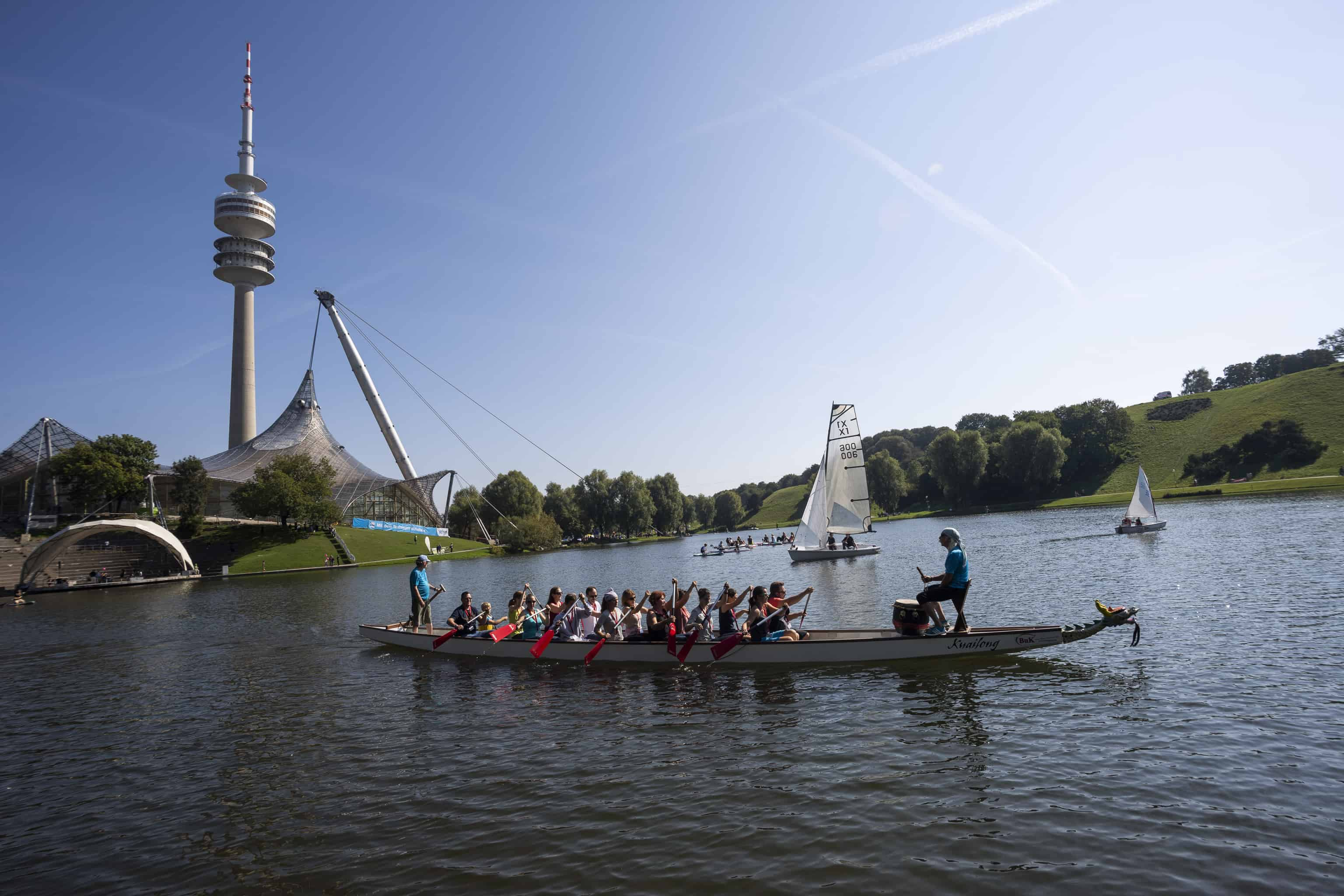
Boote beim Münchner Outdoorsportfestival

Der Olympiapark gehört zu den bedeutendsten nationalen wie internationalen Veranstaltungsstätten und ist das weltweit bestgenutzte olympische Gelände: Jährlich besuchen rund vier Millionen registrierte Besucher ca. 350 Veranstaltungen.

### Olympiahalle
- Sechs-Tage-Rennen (von 1972 bis 2009)
- Munich Indoors (Reitturnier) (seit 1998)
- Supercross-Cup (seit 1999)
- DHB-Supercup (seit 2005)
- Holiday on Ice (seit 1975)
- Night of the Proms (seit 1995)
- Internationale Hundeausstellung (seit 1972)
- Wachtturm-Kongress der Zeugen Jehovas (seit 1973)
- Deutschland Cup (von 2009 bis 2014)

### Olympiaeishalle
- EHC Red Bull München (DEL) (seit 2010/11)
- EHC München e. V. Eishockey Nachwuchsspiele in diversen Ligen (BEV Spielbetrieb)
- Münchner EK Eishockey Amateurspielbetrieb (BEV Spielbetrieb)

### Olympia-Schwimmhalle
- 24-Stunden-Schwimmen (seit 2000)
- Stadt-Triathlon München (seit 2003 jeweils Ende Mai)
- TV total Turmspringen (2004, 2007–15)

### Theatron-Festival
Auf der kleinen Seebühne werden in der Sommerzeit seit Anfang der 1970er Jahre Open-Air-Konzertreihen dargeboten, anfangs auch als Theatron Rocksommer und seit 1996 unter der Bezeichnung Theatron MusikSommer geläufig. Seit 2000 wird die Veranstaltungsserie mit dem dreitägigen Theatron PfingstFestival ergänzt.

### Sonstiges
- Tollwood-Sommerfestival
- impark Sommerfest
- Sommernachtstraum
- LILALU
- SattelFest
- Boulderweltcup, Munich Boulder Week
- Münchner Firmenlauf
- Superbloom-Festival
- Silvesterlauf München
- Spartan Race
- Wings for Life World Run
- ISPO Night Run
- Olympia-Alm-Crosslauf
- 24-Stunden-Mountainbike-Marathon, ein seit 2006 jährlich im Juli im Olympiapark stattfindendes internationales Eintagesrennen
- Mini-München
- Munich Heli Masters (Olympia-Reitstadion, seit 2007)
- Munich Mash (Munich Action Sports Heros)
- Spiele der München Caribes im Ballpark Oberwiesenfeld
- Nikolauslauf und Winterlaufserie München
- 24STD.LAUF
- Red Bull Crashed Ice
- Bavarian RUN (seit 2010)
- Münchner Outdoorsportfestival

## Öffentliche Einrichtungen

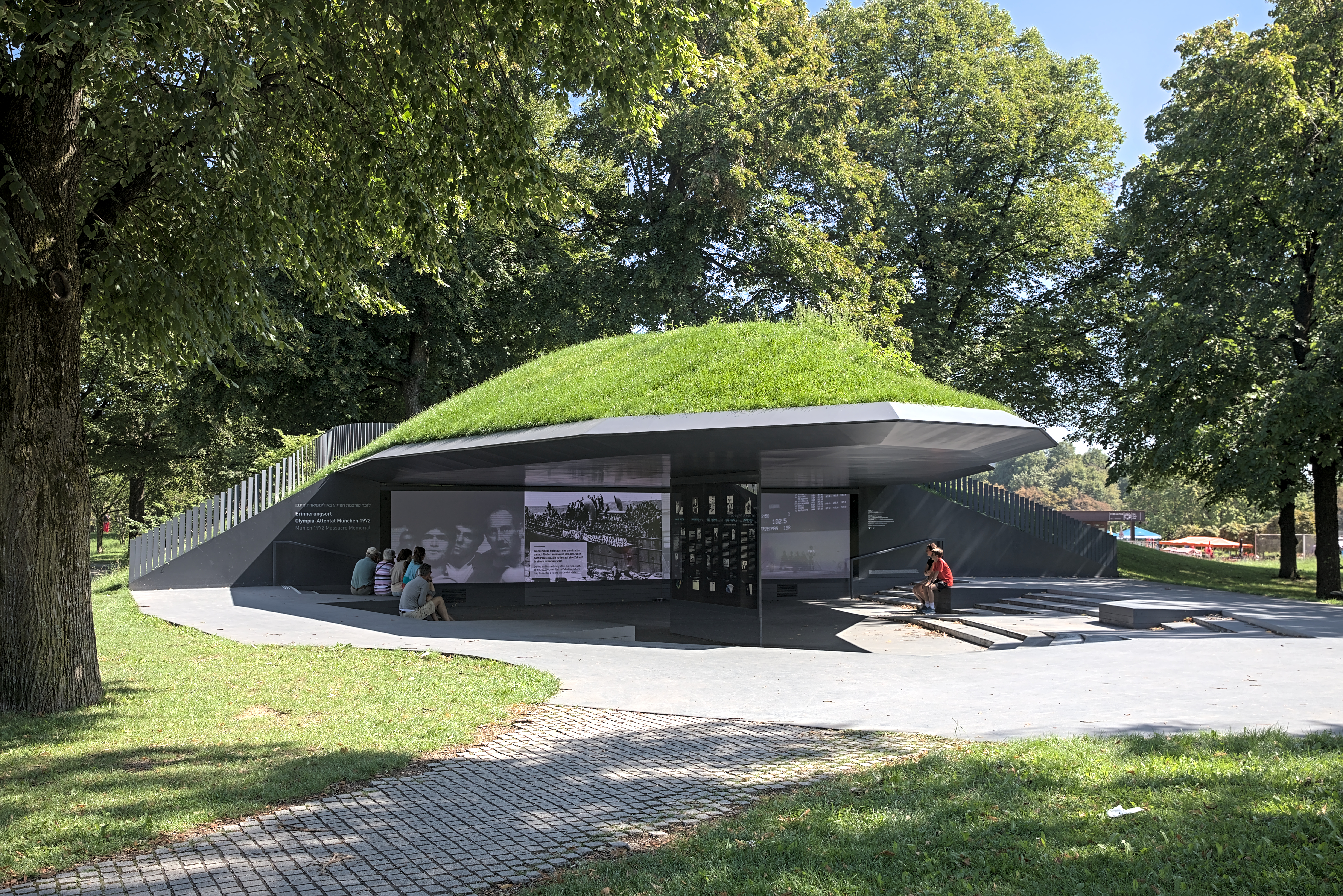
Erinnerungsort Olympia-Attentat

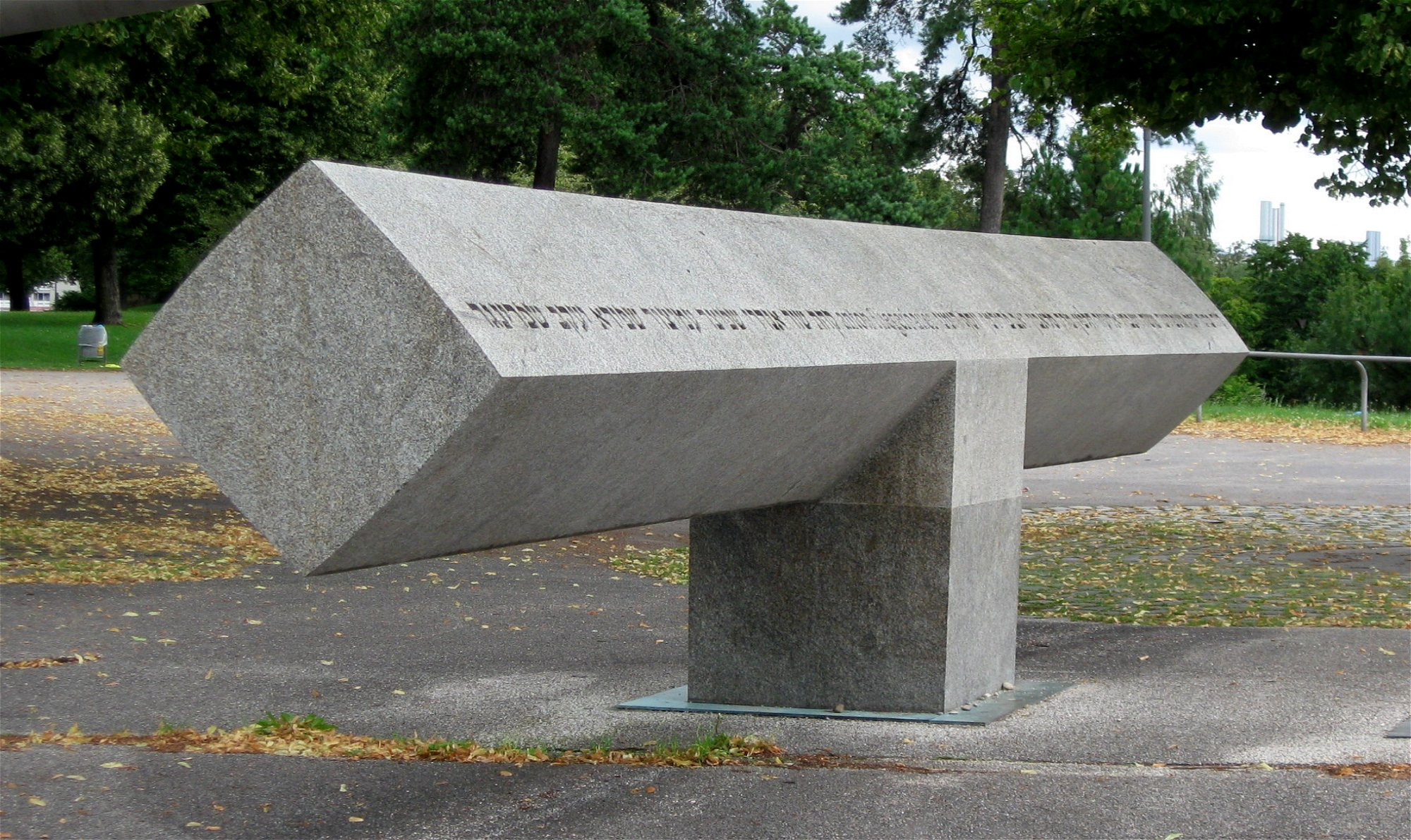
Denkmal für die Opfer des Olympiaattentats 1972

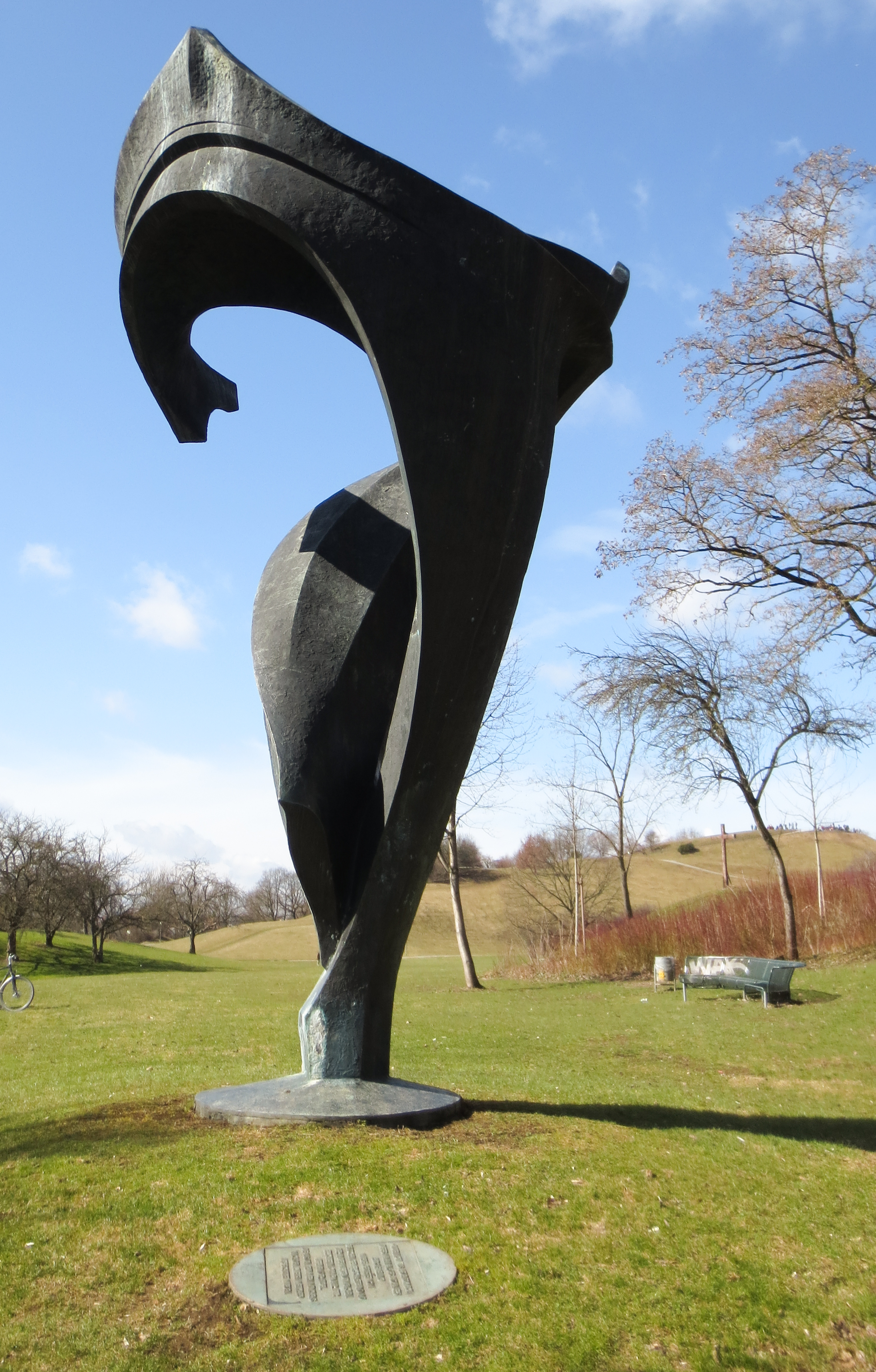
Rudolf Bellings „Blütenmotiv“ (Schuttblume) als Mahnmal für die zivilen Luftkriegsopfer.

### Bildung und Wissenschaft
- Grundschule an der Nadistraße (Nadischule)
- Zentrale Hochschulsportanlage
- Sportzentrum der Technischen Universität München
- Montessori im Olympiapark

### Gesundheitswesen
- Poliklinik für Sportorthopädie am Klinikum Rechts der Isar der TU München
- Poliklinik und Lehrstuhl für präventive und rehabilitative Sportmedizin am Klinikum Rechts der Isar der TU München

### Sport
- Im Olympiapark liegt Bayerns größte Beachvolleyball-Anlage.[44]
- Olympiastützpunkt Bayern

### Denkmäler und Gedenkstätten
- Erinnerungsort Olympia-Attentat
- Denkmal für die Opfer des Olympiaattentats 1972 von Fritz Koenig
- Gedenktafel für die Opfer des Anschlags auf die Israelische Olympiamannschaft 1972 am Haus Connollystraße 31
- Gedenkstätte für die zivilen Luftkriegsopfer des Zweiten Weltkrieges (Olympiaberg) – Blütenmotiv (Schuttblume) von Rudolf Belling

## Trivia
- Die futuristischen Gebäude des Olympiageländes sowie das BMW-Hochhaus dienten dem Film Rollerball im Jahr 1975 als Kulisse.
- Im Nordosten des Olympiaparks liegt die „Rote Stadt“, eine Betonlandschaft für Parkour und Freerunning.[45][46] Im Südosten, nördlich des Olympiabergs liegt eine Calisthenics-Anlage[47][48] sowie ein Streetballplatz.
- Im Olympiapark liegt der 100 Jahre alte Hauptsammelkanal Oberwiesenfeld sowie das Regenrückhaltebecken Oberwiesenfeld.[49]
- Am Coubertinplatz gibt es kostenfreies WLAN der Stadtwerke München.[50]

## Zukünftige Nutzung

### Geplant im Rahmen der Bewerbung für die Winterspiele 2022
München wollte sich möglicherweise nach den Winterspielen 2018 auch für die Winterspiele 2022 bewerben, was aber auch in München durch den am 10. November 2013 durchgeführten Bürgerentscheid abgelehnt wurde.
Das Olympiagelände hätte bei einem Zuschlag für München eine Renaissance erlebt und wäre um weitere Anlagen und Areale erweitert worden. Das in München zu bauende olympische Dorf hätte nach dem vorliegenden Konzeptentwurf auf einem 23 Hektar umfassenden Gebiet zwischen Dachauer Straße und dem Olympiaberg auf dem Gelände des heutigen Bundeswehrverwaltungszentrum entstehen sollen.

#### Veranstaltungsorte
- Auf dem ZHS-Gelände – nördlich des Petuelrings – hätte – wie schon für 2018 vorgesehen – auf dessen westlichen Teil eine neue Halle für die Eisschnelllaufveranstaltungen gebaut werden sollen, deren Weiternutzung nach den Winterspielen wie schon bei der Bewerbung 2018 nicht vorgesehen war und zurückgebaut werden sollte.[54]

Der Grund dafür ist die Neugestaltung des ZHS-Geländes durch die zuständige staatliche Baukommission, welche die Fortnutzung durch die Studenten als nicht möglich eingestuft hat.
- Falls Red Bull als Inhaber der EHC Red Bull München GmbH nicht selbst eine eigene neue Halle errichtet hätte, wäre – wie schon in der Bewerbung für 2018 – anstelle des ehemaligen Radstadions (der heutigen „Event-Arena“) das dafür abgerissen werden sollte, der Bau einer neuen Multifunktionshalle vorgesehen gewesen, die als einer der beiden Spielorte für Eishockey genutzt werden sollte.[54]

Nach den ersten Planungen sollte, unabhängig von den Bewerbungen, bereits im Jahr 2009 durch den Münchner Stadtrat ein Beschluss über den Neubau einer Multifunktionshalle gefasst werden, die geeignet für Sport, Musik, Theater und Kongresse sein sollte.
Im Rahmen der Bewerbung für 2018 wurde bekannt, dass in der Halle der Einbau von zwei übereinanderliegenden Eissportflächen geplant war. Bei einer erfolgreichen Bewerbung für die Winterspiele 2018 hätte die Halle im Jahr 2014 fertiggestellt sein sollen.
Die Planungen für dieses Bauvorhaben sollten unabhängig vom Erfolg der Bewerbung fortgesetzt werden.
- Als zweiter Spielort für Eishockey – hier für Fraueneishockey – war in der Bewerbung für 2018 ein Neubau anstelle des Olympia-Eissportzentrums auf dem Areal der Olympia-Eissporthalle und der Trainingshalle – vorgesehen.[59]

Bei einer erfolgreichen Bewerbung für 2018 war als Zeitrahmen für den Bau 2014 bis 2017 bekannt geworden. Für die Bewerbung 2022 war bislang entweder die Sanierung des Eissportzentrums oder ein Neubau vorgesehen.
- Neben diesen neuen Hallen sollte schon in der Bewerbung für 2018
  - für die Eiskunstlauf- und Short-Track-Veranstaltungen die Olympiahalle,
  - für die Curling-Veranstaltungen das – umzubauende – Olympia-Schwimmbad und
  - für die Eröffnungs- und Schlussfeier das Olympiastadion genutzt werden.
- Im Konzept für die Bewerbung für 2022 hätte zusätzlich für die Aerial-Ski-Veranstaltungen das Olympiastadion genutzt werden sollen.[54]
- Auf dem Olympiaberg, der im Biotopverzeichnis unter Nummer M115 aufgeführt ist, hätte zusätzlich im Konzept für 2022 auf dem Nordabhang, wo sich zuletzt die Piste für die FIS-Weltcup-Veranstaltung befand, für die Ski- und Snowboard-Wettbewerbe eine Half-Pipe vom Gipfel bis zum See errichtet werden sollen. Für die zusätzlichen dafür notwendigen Flächen und Bauten hätte der Olympiasee entleert und provisorisch aufgefüllt werden sollen. Nach Ende der Winterspiele sollte dies wieder zurückgebaut werden.[54]

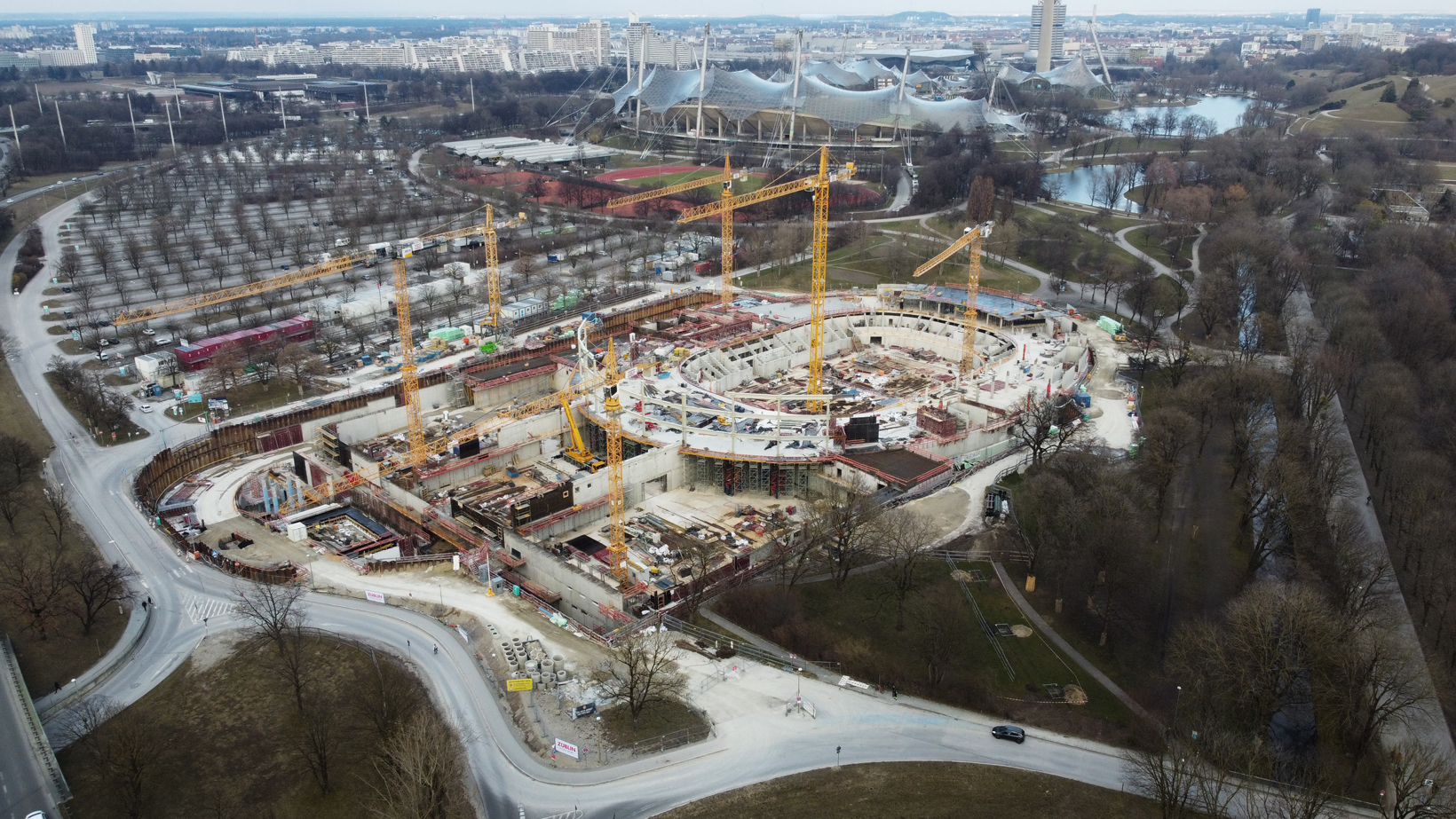
Bau der Multifunktionshalle, März 2022

#### Olympia- und Mediendorf

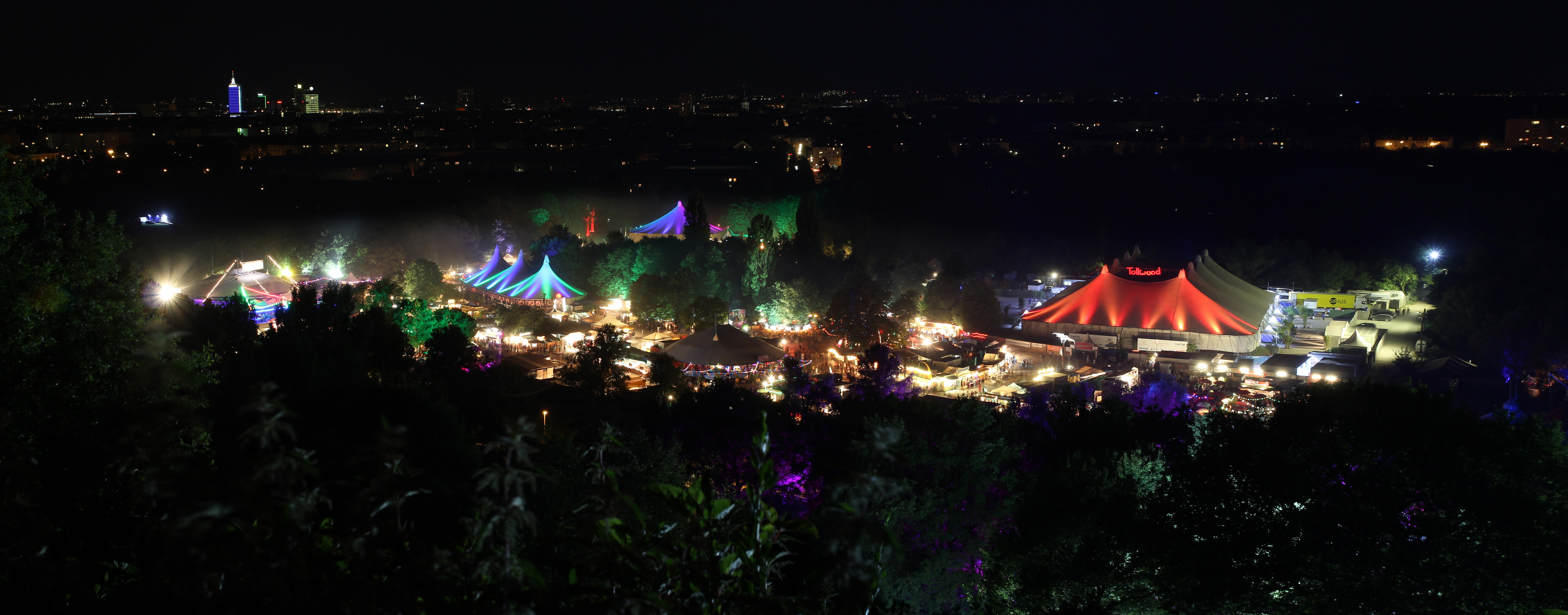
Blick vom Olympiaberg auf das spätabendliche Tollwood-Festival (2013)

- Für das auf 3500 Betten verkleinerte Olympiadorf war für die Bewerbung 2018 ein Areal vorgesehen, das den nördlichen Teil des Geländes des als Bundeswehrverwaltungszentrum genutzten Geländes ab der Hedwig-Drangsfeld-Allee und den von der Maria-Montessori-Schule benutzte Teilbereich umfasst hätte. Auf dem östlich davon liegenden Areal des Regenrückhaltebeckens am Oberwiesenfeld[60] (westlich des Spiridon-Louis-Rings), dessen Gelände im Biotopverzeichnis unter M115 aufgeführt ist, und dem südlich des Regenrückhaltebeckens liegenden Geländes, das auch durch das Tollwood-Festival genutzt wird und das Gebiet der Russisch-Orthodoxe Kapelle umfasst, sollten nach den Entwürfen für 2018 die notwendigen Infrastruktureinrichtungen für das Olympiadorf wie für Speisesaal, Gebets- und sonstige Gemeinschaftsräume, Begegnungsbereiche und Büros entstehen.[61][62]

Für 2022 war im Konzept weiterhin die Errichtung des Dorfes auf einer 23 Hektar umfassenden Teilfläche im südlichen Teil des Bundesverwaltungszentrums vorgesehen gewesen. Nähere Informationen zu den notwendigen Infrastruktureinrichtungen waren im Konzept nicht aufgeführt.
- Auf einem Areal nördlich der Schwere-Reiter-Straße und südlich der Anita-Augspurg-Allee zwischen der Dachauer Straße und der Trambahnwendeschleife sollte in der Bewerbung für 2018 nur für den Zeitraum der Spiele ein Mediendorf entstehen, in dem die Hälfte der erwarteten 3000 Medienschaffenden während der Winterspiele untergebracht werden sollten.[61]

Für den Bau des Mediendorfs sollten die Gebäude der Außenstelle der Tierärztlichen Fakultät der Ludwig-Maximilians-Universität abgerissen werden. In Konzept für 2022 war der Bau des Mediendorfs zusätzlich zum Medienzentrum, für das in München-Riem das Messegelände genutzt werden soll, vorgesehen gewesen.

### Unabhängig von den Bewerbungen für die Winterspiele 2018 bzw. 2022
Für Oktober 2010 war eine Beschlussvorlage für den Münchner Stadtrat für Grundüberlegungen für die Änderung der aktuellen Nutzung der Flächen am Südwestrand des Olympiaparks geplant. Betroffen davon sind das Gebiet der Trambahnwendeschleife; das Gelände damals genutzt vom Veranstalter „Das Schloss“ – heute von Alexander Krist; das Gelände des ehemaligen BBM-Stadions, das vom Sommertollwood genutzte Gelände inklusive der Russisch-Orthodoxen Friedenskirche, das Gelände des Regenrückhaltebeckens am Oberwiesenfeld und das Gelände des ehemaligen Olympia-Bauzentrums – genutzt durch eine Montessori-Schule. Aufgrund der Beschlussvorlage sollen zugleich Verhandlungen für die dem Freistaat Bayern gehörenden Gebiete aufgenommen werden. Im Sommer 2013 übernahm im Rahmen eines Tauschgeschäfts die Stadt München die noch dem Freistaat Bayern gehörenden Grundstücke, wozu auch das für das Sommertollwood genutzte Gelände inklusive der Russisch-Orthodoxen Friedenskirche und das Gelände des ehemaligen BBM-Stadion, das seit 1955 vom FC Teutonia München und – abgetrennt seit den 1990er Jahren – für den Schul- und Freizeitsport – genutzt wird, zählt.
Über die Schneise am ehemaligen Bahnhof München Olympiastadion ist eine High Line-artige Parkverbindung und ein Radweg in Richtung Dreiseenplatte geplant. Es ist geplant, den Olympiapark am Brundageplatz (an der Stelle des ehemaligen Olympia-Busbahnhofs) als Grünen Eingang um 6000 Quadratmeter zu erweitern.

### European Championships Munich 2022
Im Jahr 2022 fanden die European Championships 2022 vom 11. bis 21. August in München statt. Der Olympiapark war dabei einer der wichtigsten Austragungsorte. Unter anderem fanden hier im Olympiastadion die Leichtathletik-, in der Olympiahalle die Turn-, auf dem Olympiaberg die BMX-Freestyle- und Mountainbike-Cross-Country-Wettkämpfe und im Olympiasee und um bzw. über den Olympiaberg die Triathlon-Wettkämpfe statt.